# Bahnstrecke Mittweida–Dreiwerden/Ringethal
| Strecke                                                             |        | von Riesa                                        | von Riesa                                        |
| Bahnhof                                                             | -0,431 | Mittweida                                        | 296 m                                            |
| Brücke                                                              | -0,236 | EÜ Bahnhofstraße                                 | EÜ Bahnhofstraße                                 |
| Abzweig ehemals geradeaus und nach rechts                           | 0,000  | nach Chemnitz                                    | nach Chemnitz                                    |
| Brücke (Strecke außer Betrieb)                                      | 0,325  | EÜ Wirtschaftsweg (12 m)                         | EÜ Wirtschaftsweg (12 m)                         |
| Brücke (Strecke außer Betrieb)                                      | 1,302  | Altmittweidaer Weg (11 m)                        | Altmittweidaer Weg (11 m)                        |
| Brücke (Strecke außer Betrieb)                                      | 1,382  | Viadukt Mittweida (Gottesaubachtalviadukt; 99 m) | Viadukt Mittweida (Gottesaubachtalviadukt; 99 m) |
| Haltepunkt / Haltestelle (Strecke außer Betrieb)                    | 2,034  | Mittweida Karl-Marx-Straße                       | 292 m                                            |
| Abzweig geradeaus und nach links (Strecke außer Betrieb)            | 2,199  | Anst Metallaufbereitung                          | Anst Metallaufbereitung                          |
| Abzweig geradeaus und nach links (Strecke außer Betrieb)            | ~2,3   | Anst Hanko GmbH/BayWa AG                         | Anst Hanko GmbH/BayWa AG                         |
| Brücke (Strecke außer Betrieb)                                      | 3,364  | EÜ Wirtschaftsweg (12 m)                         | EÜ Wirtschaftsweg (12 m)                         |
| Abzweig geradeaus und von links (Strecke außer Betrieb)             | 3,975  | Anst VEB Weberei Mittweida                       | Anst VEB Weberei Mittweida                       |
| Abzweig geradeaus und von links (Strecke außer Betrieb)             |        | von Ringethal                                    | von Ringethal                                    |
| Abzweig geradeaus und von links (Strecke außer Betrieb)             | 4,168  | Anst Baumwollspinnerei AG                        | Anst Baumwollspinnerei AG                        |
| Bahnhof (Strecke außer Betrieb)                                     | 4,315  | Mittweida Industriebf                            | 243 m                                            |
| Brücke über Wasserlauf (Strecke außer Betrieb)                      | 4,539  | Viadukt Zschopautal (134 m)                      | Viadukt Zschopautal (134 m)                      |
| Dienststation / Betriebs- oder Güterbahnhof (Strecke außer Betrieb) | 5,561  | Dreiwerden                                       | 236 m                                            |
| Abzweig geradeaus und von links (Strecke außer Betrieb)             | 5,600  | Anst Papierfabrik Dreiwerden                     | Anst Papierfabrik Dreiwerden                     |
|                                                                     | 6,131  | (Streckenende)                                   | (Streckenende)                                   |

| Strecke (außer Betrieb)                                             |        | von Dreiwerden                         | von Dreiwerden                         |
| Dienststation / Betriebs- oder Güterbahnhof (Strecke außer Betrieb) | -0,300 | Mittweida Industriebf                  | 243 m                                  |
| Abzweig geradeaus und nach links (Strecke außer Betrieb)            |        | nach Mittweida                         | nach Mittweida                         |
| Brücke (Strecke außer Betrieb)                                      | 0,302  | EÜ Hainichener Straße (28 m)           | EÜ Hainichener Straße (28 m)           |
| Brücke über Wasserlauf (Strecke außer Betrieb)                      | 0,791  | Brücke Gottesaubach (13 m)             | Brücke Gottesaubach (13 m)             |
| Brücke über Wasserlauf (Strecke außer Betrieb)                      | 1,547  | Zschopaubrücke (105 m)                 | Zschopaubrücke (105 m)                 |
| Abzweig geradeaus und nach links (Strecke außer Betrieb)            | 1,768  | Anst Elektrizitätswerk Mittweida       | Anst Elektrizitätswerk Mittweida       |
| Abzweig geradeaus und von rechts (Strecke außer Betrieb)            | 1,845  | Anst Granitwerk Eims, Müller & Solbrig | Anst Granitwerk Eims, Müller & Solbrig |
| Dienststation / Betriebs- oder Güterbahnhof (Strecke außer Betrieb) | 1,95   | Mittweida Kraftwerk                    | 234 m                                  |
| Abzweig geradeaus und nach links (Strecke außer Betrieb)            | 3,314  | Anst Holzschleiferei Weidenmüller AG   | Anst Holzschleiferei Weidenmüller AG   |
| Abzweig geradeaus und nach rechts (Strecke außer Betrieb)           | 4,20   | Anst Sägewerk Schmaltz                 | Anst Sägewerk Schmaltz                 |
| Dienststation / Betriebs- oder Güterbahnhof (Strecke außer Betrieb) | 4,220  | Ringethal                              | 223 m                                  |
|                                                                     | 4,241  | (Streckenende)                         | (Streckenende)                         |

Die Bahnstrecke Mittweida–Dreiwerden/Ringethal war eine Nebenbahn in Sachsen, welche ursprünglich durch die Sächsische Industriebahnen-Gesellschaft errichtet worden war. Sie diente vorrangig dem Güterverkehr zu den Fabriken im Zschopautal; Reisezugverkehr fand nur während der Notzeit nach dem Zweiten Weltkrieg statt. 1997 wurde die Strecke stillgelegt.

## Geschichte
Mittweida besaß mit der Bahnstrecke Riesa–Chemnitz schon seit 1852 eine Bahnanbindung. Allerdings befanden sich die meisten Fabriken im Zschopautal, weit ab von dem auf der Hochfläche oberhalb der Stadt gelegenen Bahnhof. Längere Zeit war deshalb der Bau einer Sekundärbahn diskutiert worden, die von Frankenberg durch das Zschopautal in Richtung Waldheim führen sollte. Wegen der erwarteten Unrentabilität einer solchen Strecke kam es jedoch nicht zur Ausführung des Projektes. 
Letztlich ergriffen die betroffenen Fabrikanten und der Bürgermeister von Mittweida die Initiative und gründeten 1905 die Sächsische Industriebahnen-Gesellschaft, um den Bahnanschluss in eigener Regie zu erbauen. Am 6. Mai 1906 wurde die Konzession zum Bau und Betrieb einer privaten Güterbahn von Mittweida nach Dreiwerden und Ringethal erteilt.
Der nicht öffentliche Güterverkehr begann am 12. Oktober 1906, für den öffentlichen Güterverkehr wurde die Bahn ab 15. Mai 1907 benutzt. Am 25. Januar 1909 wurde noch die Zweigbahn nach Ringethal eröffnet. Die Betriebsführung übernahmen die Kgl. Sächsischen Staatseisenbahnen, die auch die erforderlichen Betriebsmittel stellten. 
Personenverkehr war zunächst nicht vorgesehen. Während des Zweiten Weltkrieges bediente man ab 2. November 1942 den starken Berufsverkehr mit nicht öffentlichen Personenzügen. Am Kriegsende wurde dieser Personenverkehr zunächst wieder eingestellt.
Ab dem 14. November 1949 wurde dann sogar ein regulärer Personenverkehr mit drei werktäglichen Zugpaaren bis Mittweida Industriebf. aufgenommen. Im Kursbuch war die Strecke nunmehr unter der Nr. 163 f enthalten. An der Chemnitzer Straße wurde ein Haltepunkt eingerichtet. Erst am 2. Oktober 1955 wurde der Personenverkehr zugunsten eines Omnibusverkehrs wieder aufgegeben.
Wegen des abgängigen Oberbaues und drohender Felsstürze wurde die Ladestelle Ringethal am 31. August 1969 letztmals bedient. Bis zum 31. Oktober 1973 verkehrten noch gelegentlich Übergabezüge bis Mittweida Kraftwerk, dann wurde der Abschnitt gänzlich aufgegeben. Offiziell wurde die MRl-Linie am 1. Januar 1974 stillgelegt und wenig später abgebaut. 
Der Abschnitt Mittweida–Mittweida Industriebahnhof wurde dagegen 1971 zum Bahnhofsnebengleis des Bahnhofes Mittweida umgewandelt. Die Bedienung der Papierfabrik Dreiwerden am Streckenendpunkt endete dort erst 1992. Am 30. Juni 1997 verkehrte letztmals ein Güterzug bis zum Anschluss  Schrotthandel auf der Strecke. Danach fanden nur noch einzelne Sonderfahrten statt.
Seit dem 22. Dezember 1997 ist das Gleis für den Zugverkehr gesperrt. Ein Abbau des Gleises erfolgte bis heute nur teilweise.

## Streckenbeschreibung

### Verlauf
Vom Bahnhof Mittweida führte die Strecke in östlicher Richtung in das tief eingeschnittene Flusstal der Zschopau hinab. Vor der Brücke bei Streckenkilometer 4,8 befand sich der Industriebahnhof Mittweida, dann ging es auf dem rechten Ufer 1,2 km weiter flussaufwärts bis Dreiwerden. 
Vom Industriebahnhof Mittweida verlief ab 25. Januar 1909 eine Zweigstrecke flussabwärts zunächst auf dem linken, dann auf dem rechten Ufer der Zschopau und erreichte nach 4,5 km Fahrt den Endpunkt Ringethal.

### Betriebsstellen

#### Abschnitt Mittweida–Mittweida Industriebf–Dreiwerden
Mittweida ⊙
Der Bahnhof Mittweida wurde am 1. September 1852 an der Bahnstrecke Riesa–Chemnitz eröffnet. Zwischen 1906 und 1997 zweigte vom Bahnhof die hauptsächlich als Industriebahn genutzte Bahnstrecke Mittweida–Dreiwerden/Ringethal ab. Seit dem 10. Juni 2007 wird der Bahnbetrieb vom Stellwerk B2 gesteuert, einem Gleisbildstellwerk der Bauart GS II DR, seit dem 18. Oktober 2010 wird auch der Bahnhof Waldheim von hier ferngesteuert. Der Bahnhof besitzt drei Bahnsteiggleise, wovon Gleis 1 ein Stumpfgleis ist, und ein Gütergleis. Seit 2016 ist der Bahnhof Mittweida auch Endpunkt der Chemnitz-Bahn-Linie C14 Chemnitz–Mittweida der City-Bahn Chemnitz.

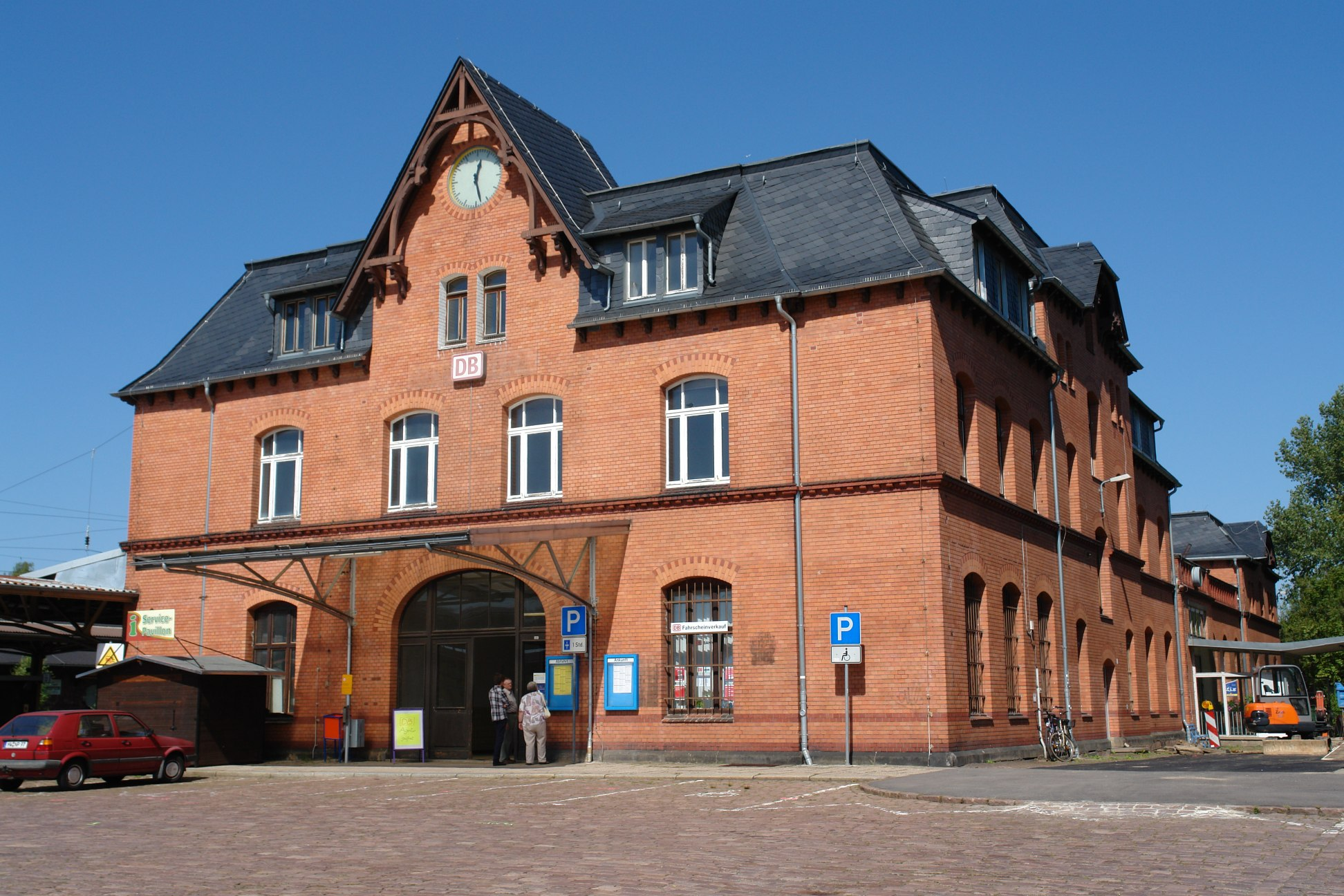
Bahnhof Mittweida
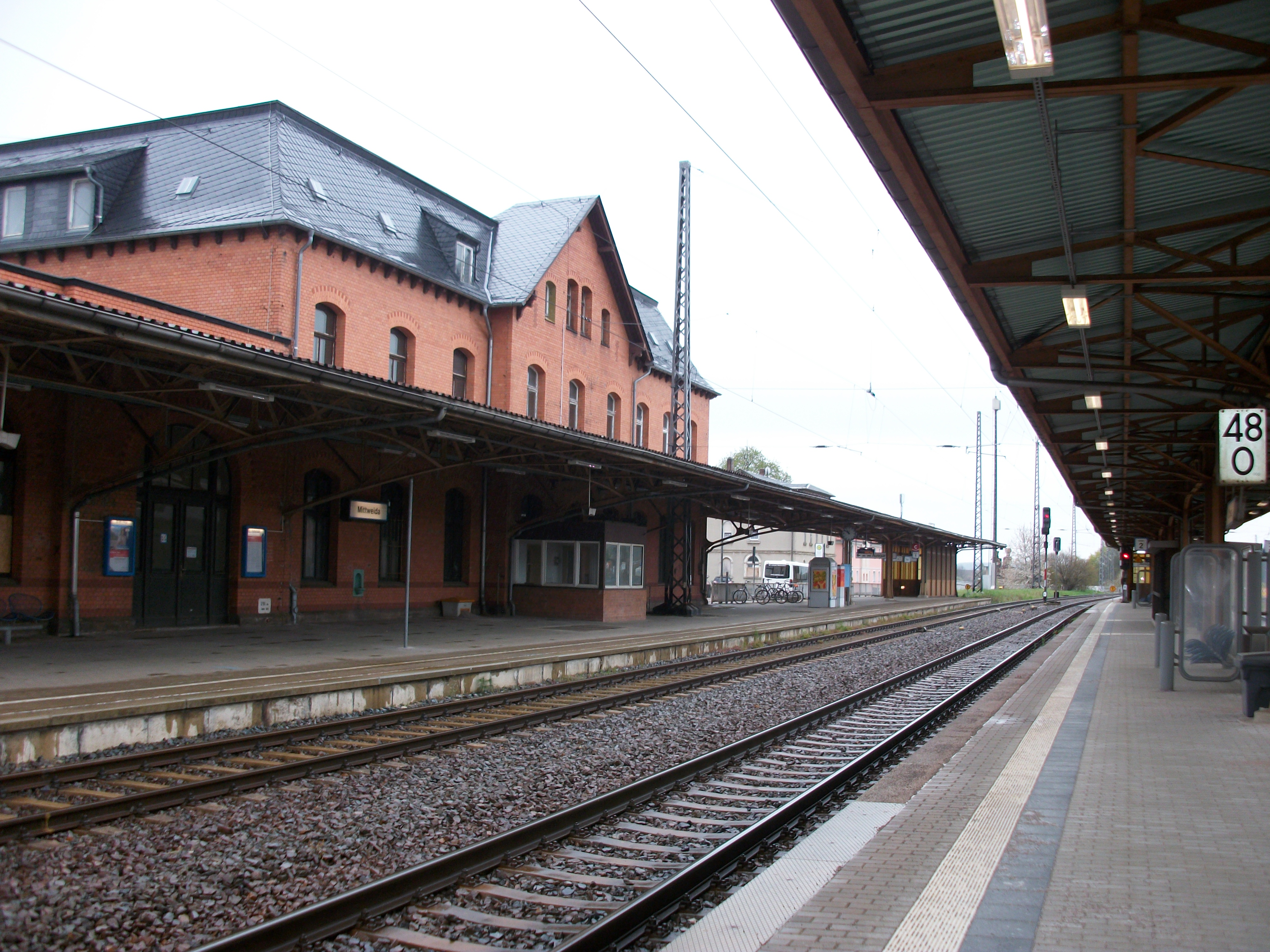
Bahnhof Mittweida, Gleisseite (2016)
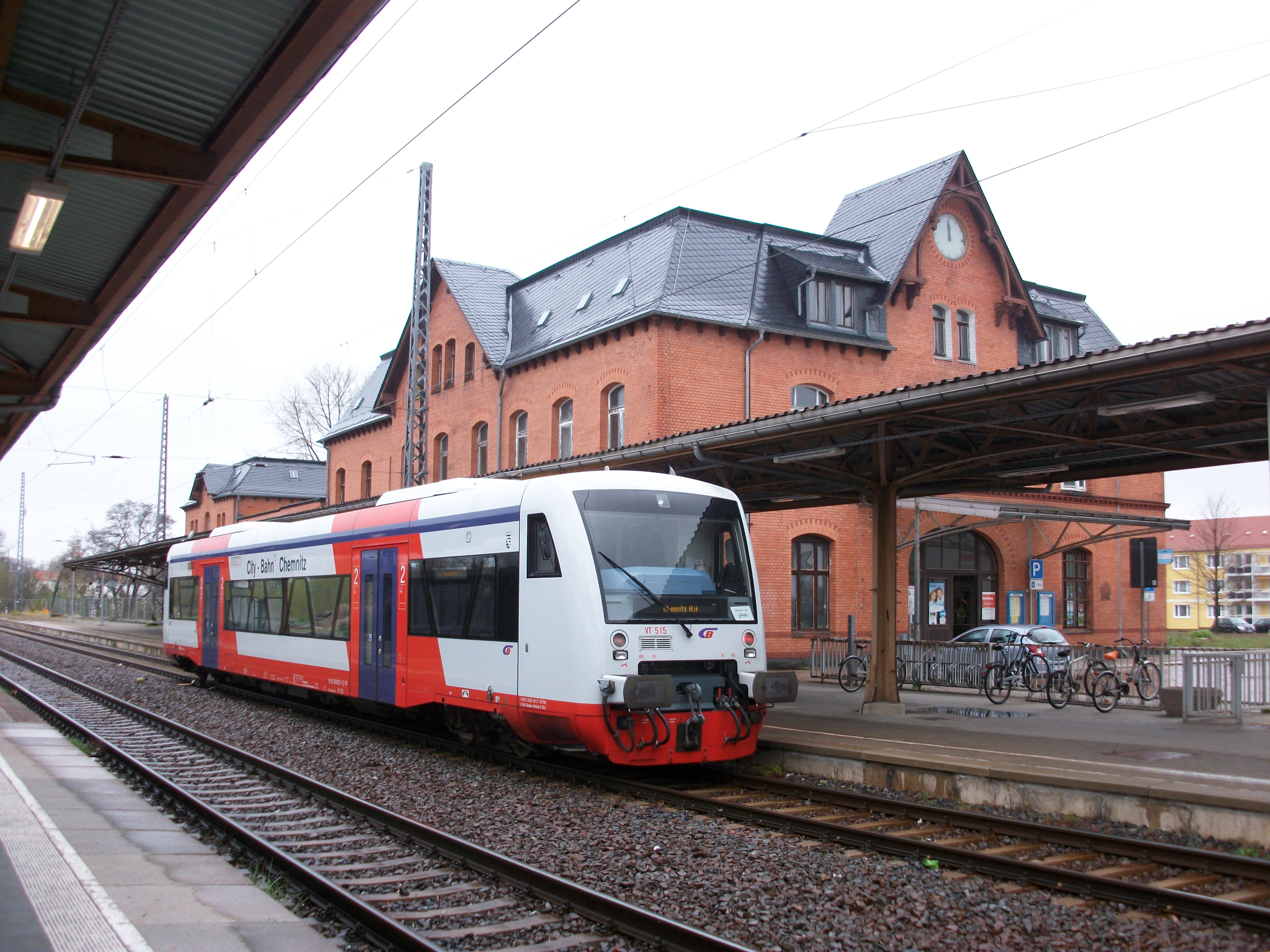
Bahnhof Mittweida mit City-Bahn (2016)

Mittweida Karl-Marx-Straße ⊙

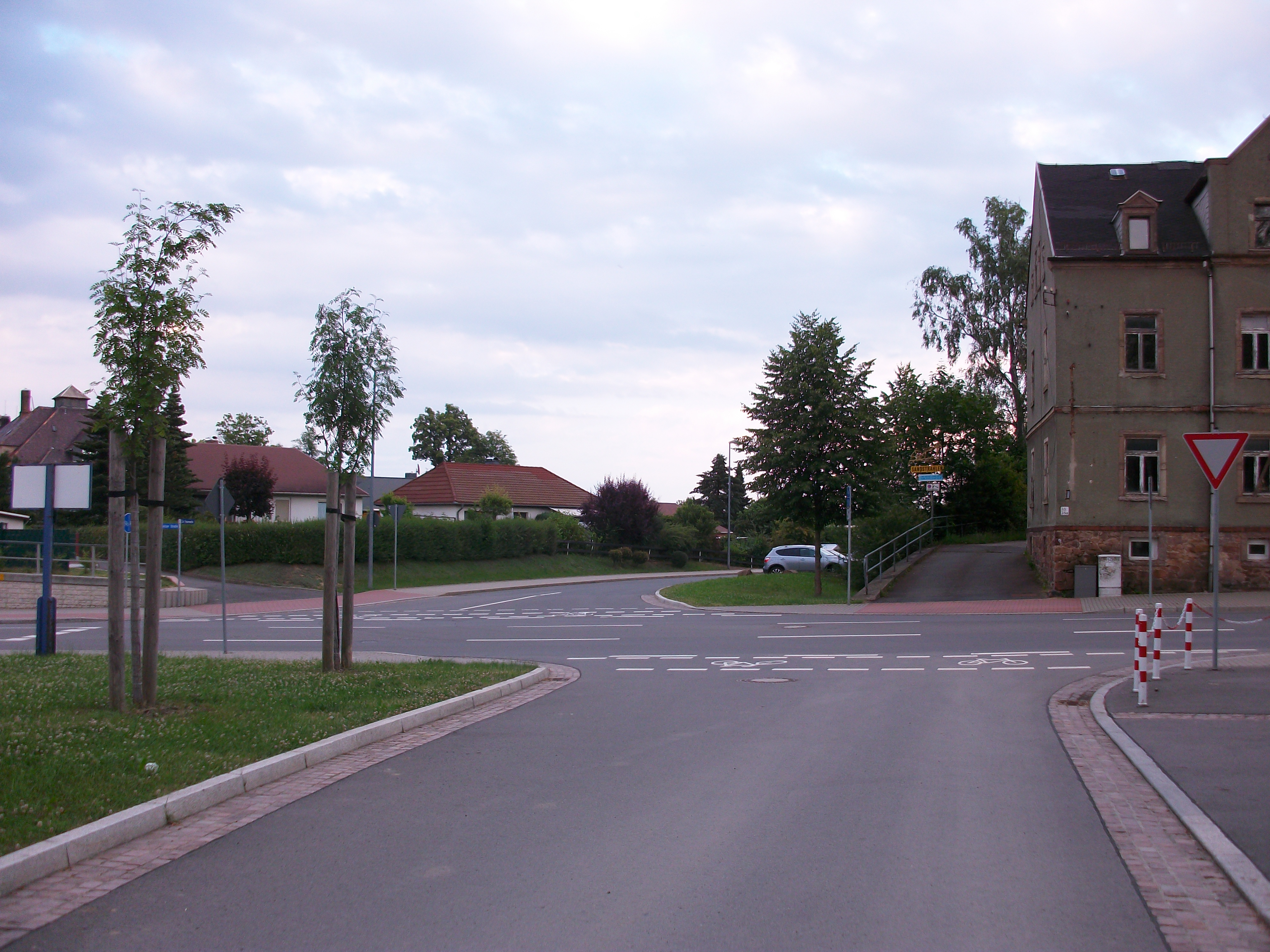
Standort ehemaliger Haltepunkt Mittweida Karl-Marx-Straße hinter dem Bahnübergang (2016)

Der unbesetzte Haltepunkt Mittweida Karl-Marx-Straße wurde am 14. November 1949 mit der Einführung des Personenverkehrs bis Mittweida Industriebf als Haltepunkt Mittweida Chemnitzer Straße eröffnet. Zu diesem Zweck wurde ein Bahnsteig aufgeschüttet. Nach der Umbenennung der Stadt Chemnitz in Karl-Marx-Stadt im Jahr 1953 erfolgte auch die Umbenennung der Chemnitzer Straße und der Station in Mittweida Karl-Marx-Straße zum 10. August 1953. Am 2. Oktober 1955 wurde die Station mit der Einstellung des Personenverkehrs auf der Bahnstrecke bereits wieder geschlossen. Sie befand sich aus Richtung Bahnhof Mittweida hinter dem Bahnübergang der heute wieder „Chemnitzer Straße“ genannten Straße. Während sich in Richtung Dreiwerden heute Parkplätze auf dem einstigen Areal der Station neben der Straße „Zur Feuerwache“ befinden, ist die Trasse in Richtung Bahnhof Mittweida in einem Taleinschnitt noch durch Reste von Gleisen und Bahndamm sowie einer Pfeiftafel erkennbar.
Mittweida Industriebf ⊙

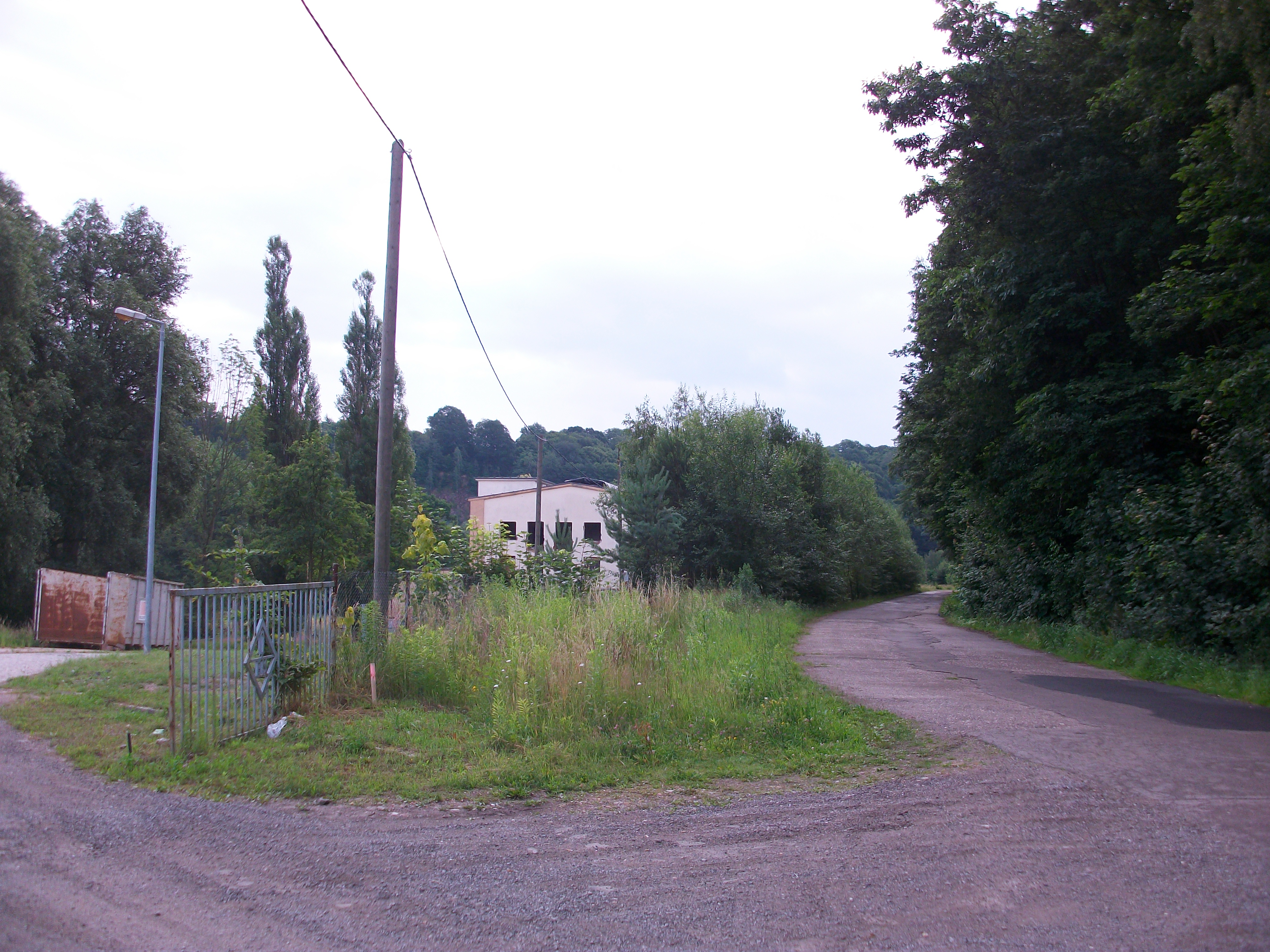
Ehemaliger Standort des Industriebahnhofs Mittweida (2016)

Der Güterbahnhof Mittweida Industriebf wurde am 15. Mai 1907  als Mittweida Ladestelle eröffnet. Vor der offiziellen Eröffnung der Eisenbahnstrecke nach Dreiwerden wurde die Station als Ladestelle Neudörfchen bezeichnet. Am 25. Januar 1909 wurde von Mittweida Ladestelle aus die Zweigbahn nach Ringethal eröffnet. Am 1. Juli 1911 erfolgte die Umbenennung in Mittweida Ladest und am 8. Oktober 1933 in Mittweida Industriebf. Während des Zweiten Weltkriegs lagerten die Berliner Lorenzwerke einen Teil ihrer Funkgeräteproduktion in die Baumwollspinnerei Mittweida aus. Für die Beschäftigten wurde zwischen dem 2. November 1942 und 13. April 1945 wurde ein nicht-öffentlicher Personenverkehr zum Industriebahnhof eingerichtet.
Zwischen dem 14. November 1949 und dem 2. Oktober 1955 wurde der Personenverkehr zwischen dem Bahnhof Mittweida und dem Güterbahnhof Mittweida Industriebf öffentlich und mit eigener Kursbuchtabelle durchgeführt, die sich nach den Schichtbetrieb der um den Industriebahnhof ansässigen Fabriken orientierte. Mitte der 1960er Jahre wurden auf dem Güterbahnhof umfangreiche Baumaßnahmen durchgeführt. Dabei wurden die Anschlussgleise am östlichen Bahnhofsende erneuert und ein Werklokschuppen errichtet.
Der Abschnitt Mittweida–Mittweida Industriebahnhof wurde 1971 zum Bahnhofsnebengleis des Bahnhofs Mittweida umgewandelt. Nach der Stilllegung der Strecke nach Ringethal zum 1. Januar 1974  verblieb die Strecke zur Papierfabrik Dreiwerden bis 1992. Auf der Strecke Mittweida–Mittweida Industriebahnhof erfolgte am 30. Juni 1997 letztmals die Fahrt eines Güterzugs bis zum Anschluss Schrotthandel auf der Strecke. Danach fanden nur noch einzelne Sonderfahrten statt. Seit dem 22. Dezember 1997 ist das Gleis für den Zugverkehr gesperrt. Ein Abbau des Gleises erfolgte bis heute nur teilweise.
Dreiwerden ⊙

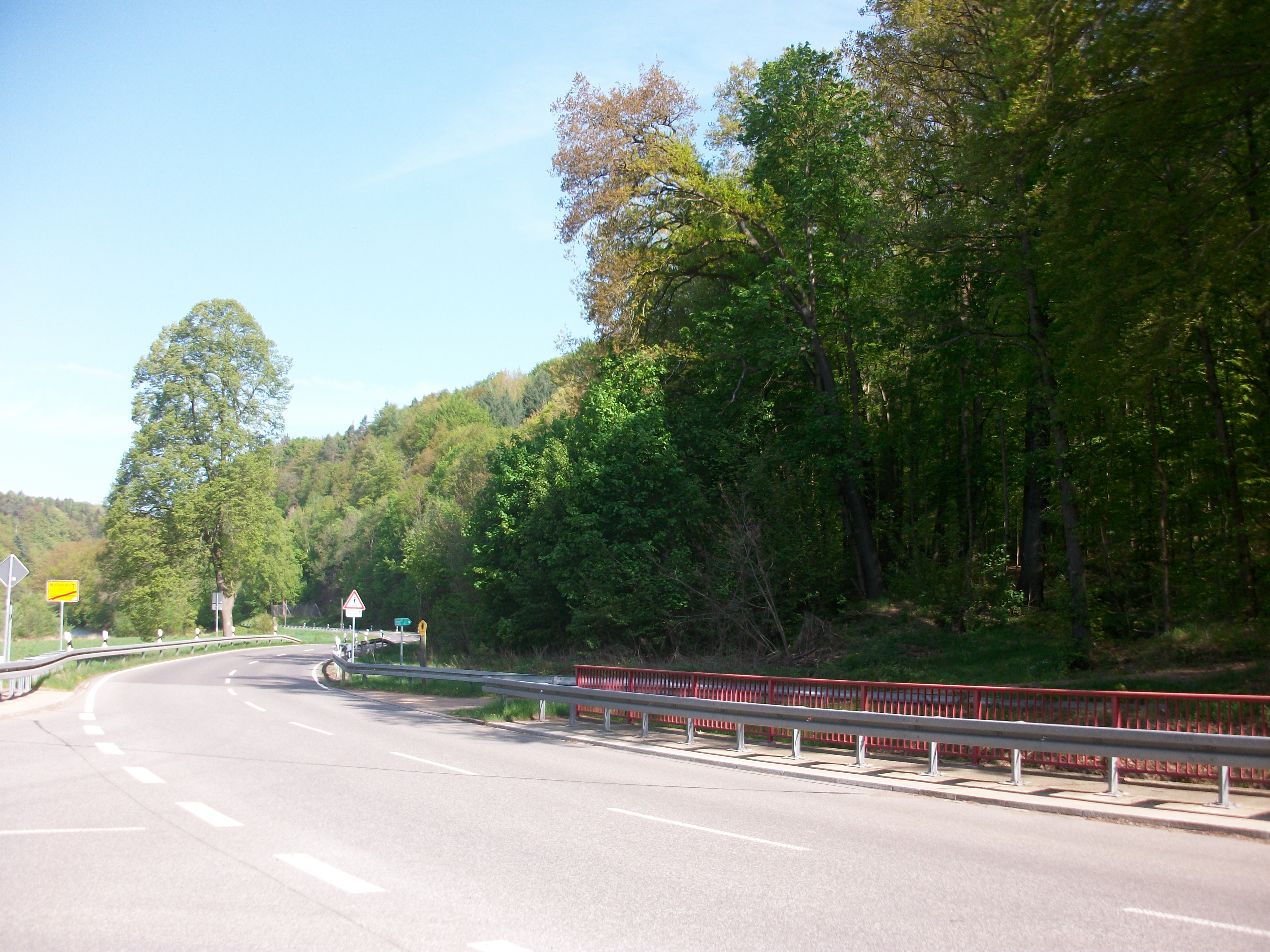
Ehemaliger Standort Güterbahnhof Dreiwerden (2018)

Der Güterbahnhof Dreiwerden wurde am 15. Mai 1907 als Dreiwerden Ladestelle eröffnet. 1911 erfolgte die Umbenennung in Dreiwerden und 1933 die Hochstufung zum Güterbahnhof. Die Gleise der Industriebahn von Mittweida reichten bis fast zum Endpunkt der einstigen Ladestelle Dreiwerden Silberwäsche der Erzbahn, welche jedoch seit der Einstellung des Bergbaus in Schönborn im Jahr 1885 nicht mehr existierte. 
Der Güterbahnhof Dreiwerden der normalspurigen Industriebahn befand sich hingegen nördlich der Straßenkreuzung „Talstraße“/„Zum Zschopautal“. Nachdem der Abschnitt Mittweida–Mittweida Industriebahnhof im Jahr 1971 zum Bahnhofsnebengleis des Bahnhofes Mittweida umgewandelt wurde, erfolgte noch bis 1992 die Bedienung der Papierfabrik Dreiwerden, welche über ein Anschlussgleis am Streckenendpunkt südlich des Güterbahnhofs Dreiwerden nahe der „Bergstraße“ angeschlossen war. Auf dem Werksgelände der Papierfabrik befanden sich im Jahr 2002 noch die beiden Werkloks 1 und 2, während die Anschlussbahn bereits im Jahr 1996 abgebaut wurde. Die beiden Loks wurden genau wie die Eisenbahnbrücke über den Seifersbach am Bahnübergang „Talstraße“/„Zum Zschopautal“ im Februar 2005 verschrottet. Die Werklok 3 befindet sich heute im Sächsischen Eisenbahnmuseum in Chemnitz.

#### Abschnitt Mittweida Industriebf–Ringethal
Mittweida Kraftwerk ⊙

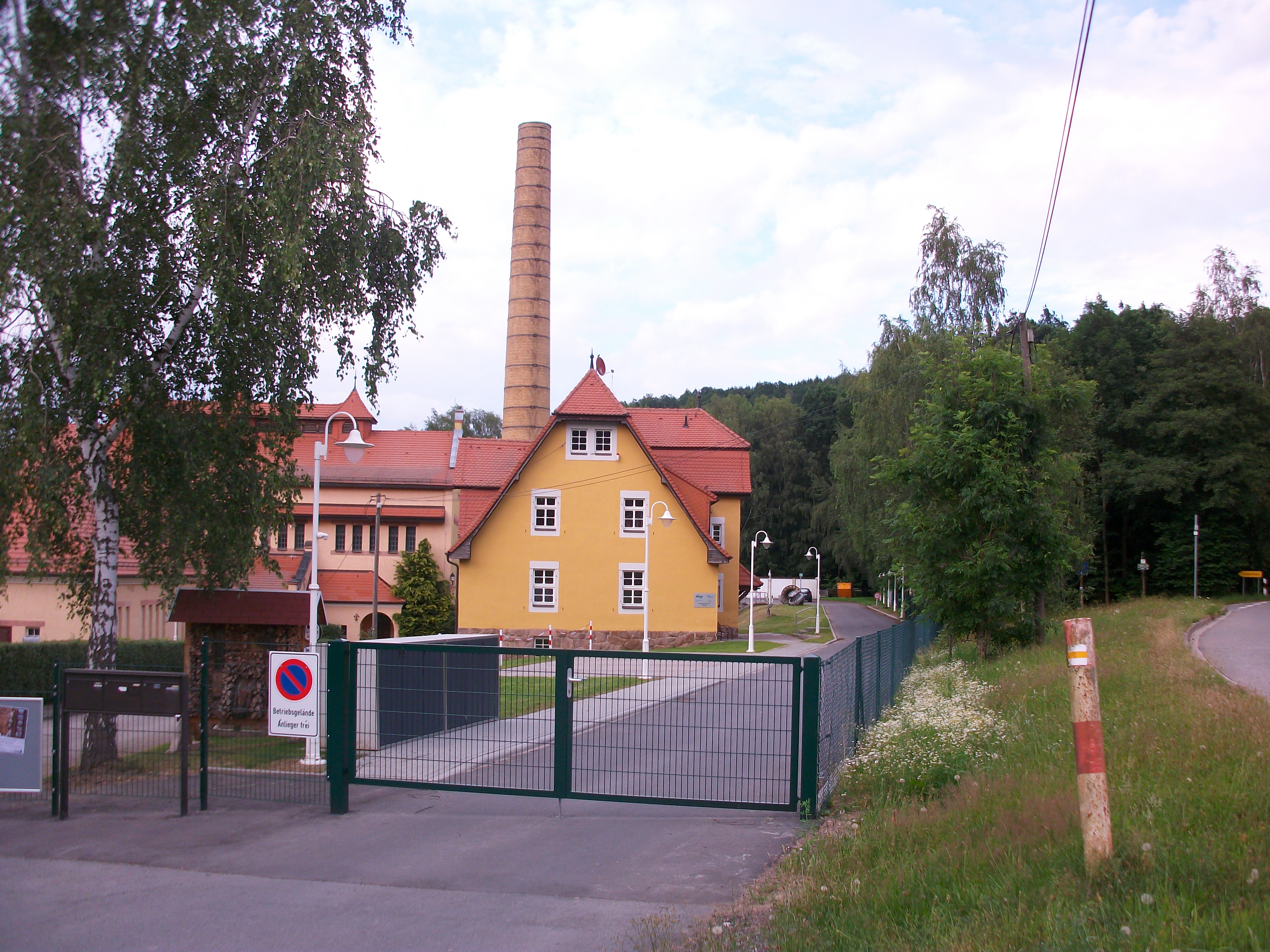
Ehemaliger Standort Güterbahnhof Mittweida Kraftwerk (2016)

Der Güterbahnhof Mittweida Kraftwerk im Ortsteil Neudörfchen wurde zeitgleich mit dem namensgebenden Kraftwerk an der Zschopau am 25. Januar 1909 eröffnet. 1928 wurde das Kraftwerk zum Pumpspeicherwerk Mittweida umgebaut, welches bis 1988 in Betrieb war. Der Güterbahnhof Mittweida Kraftwerk befand sich direkt hinter dem heute als Fußgängerbrücke genutzten Zschopauviadukt. Nach der Sperrung der Strecke in Richtung Ringethal am 31. August 1969 verkehrten bis zum 31. Oktober 1973 noch gelegentlich Übergabezüge bis Mittweida Kraftwerk, dann wurde der Abschnitt gänzlich aufgegeben und am 1. Januar 1974 gänzlich stillgelegt. Kurz darauf begann der Abbau der Bahnstrecke.
Ringethal ⊙

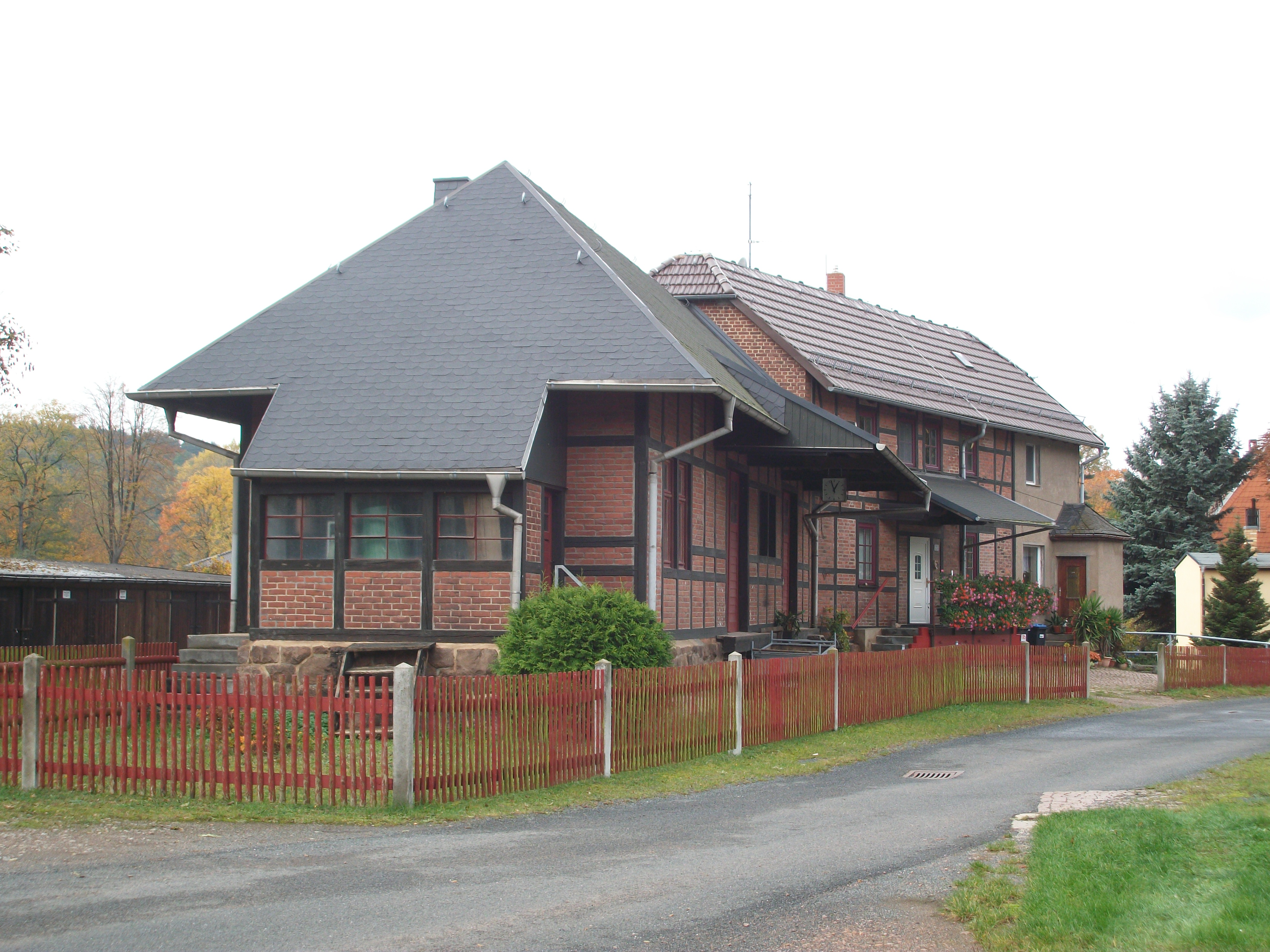
Güterbahnhof Ringethal, Güterschuppen (2016)

Der Güterbahnhof Ringethal wurde als Ladestelle am Endpunkt des nördlichen Streckenasts am 25. Januar 1909 eröffnet. Am 1. September 1933 erfolgte die Hochstufung zum Güterbahnhof. Wegen des abgängigen Oberbaues und drohender Felsstürze auf dem Abschnitt Mittweida Kraftwerk–Ringethal wurde der Güterbahnhof Ringethal am 31. August 1969 letztmals bedient. Offiziell wurde die MRl-Linie am 1. Januar 1974 stillgelegt und wenig später abgebaut. Am Standort im Osten von Ringethal am Ufer der Zschopau ist bis heute der markante Güterschuppen aus Fachwerk erhalten geblieben.

### Ingenieurbauten
Viadukt Mittweida ⊙
Der Viadukt Mittweida entstand in den Jahren 1905/06. Die Eisenbahnbrücke über die Burgstädter Straße und den Altmittweidaer Bach ist ein straßenbildprägendes Pendelpfeilerviadukt aus Stahlfachwerk und Vollwandträgern, welches bis in die Gegenwart erhalten geblieben ist. Die Brücke weist eine Länge von Länge 99 m, eine Höhe von 18 m und eine Breite von 3 m auf.

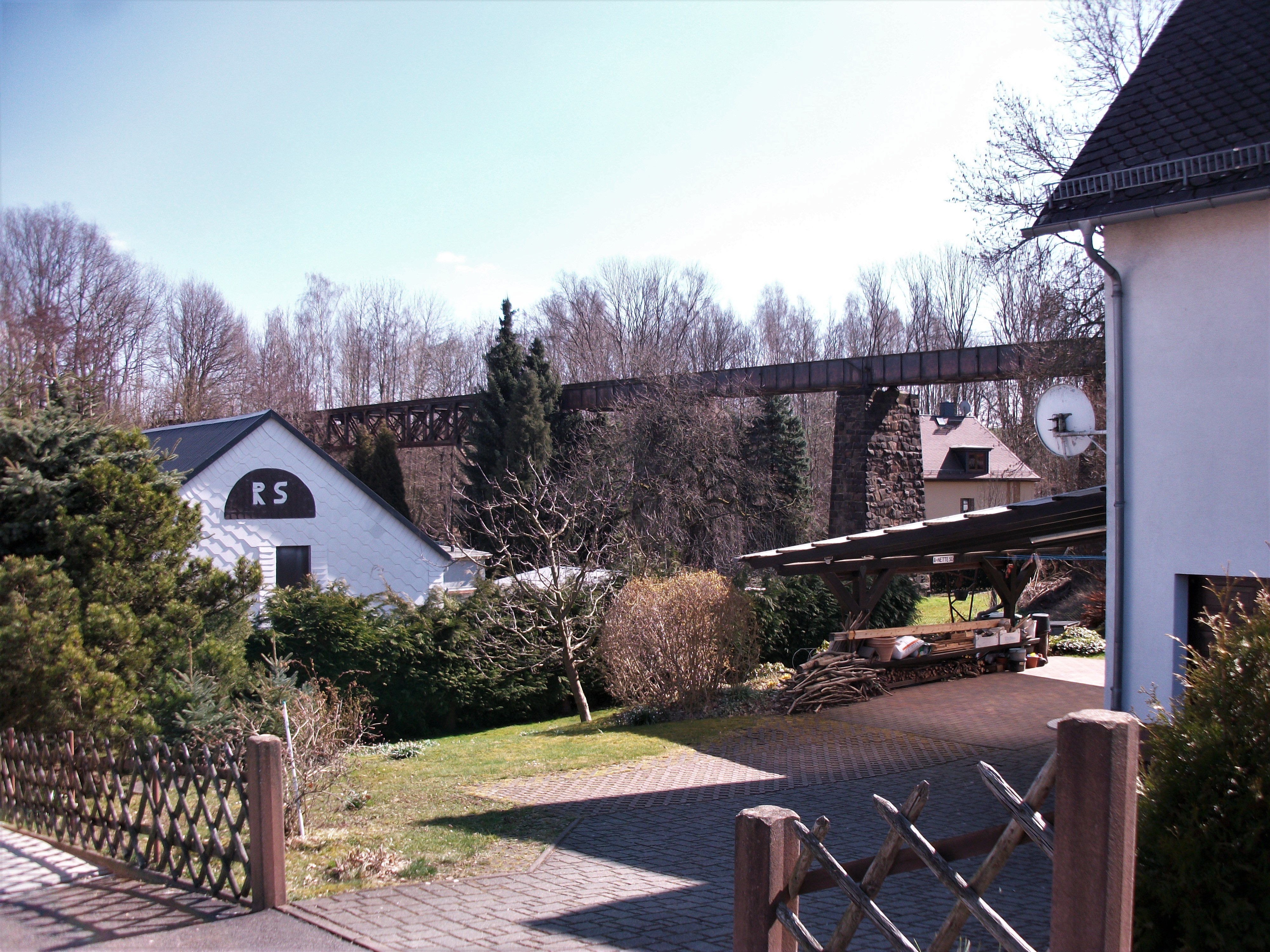
Viadukt Mittweida (2022)
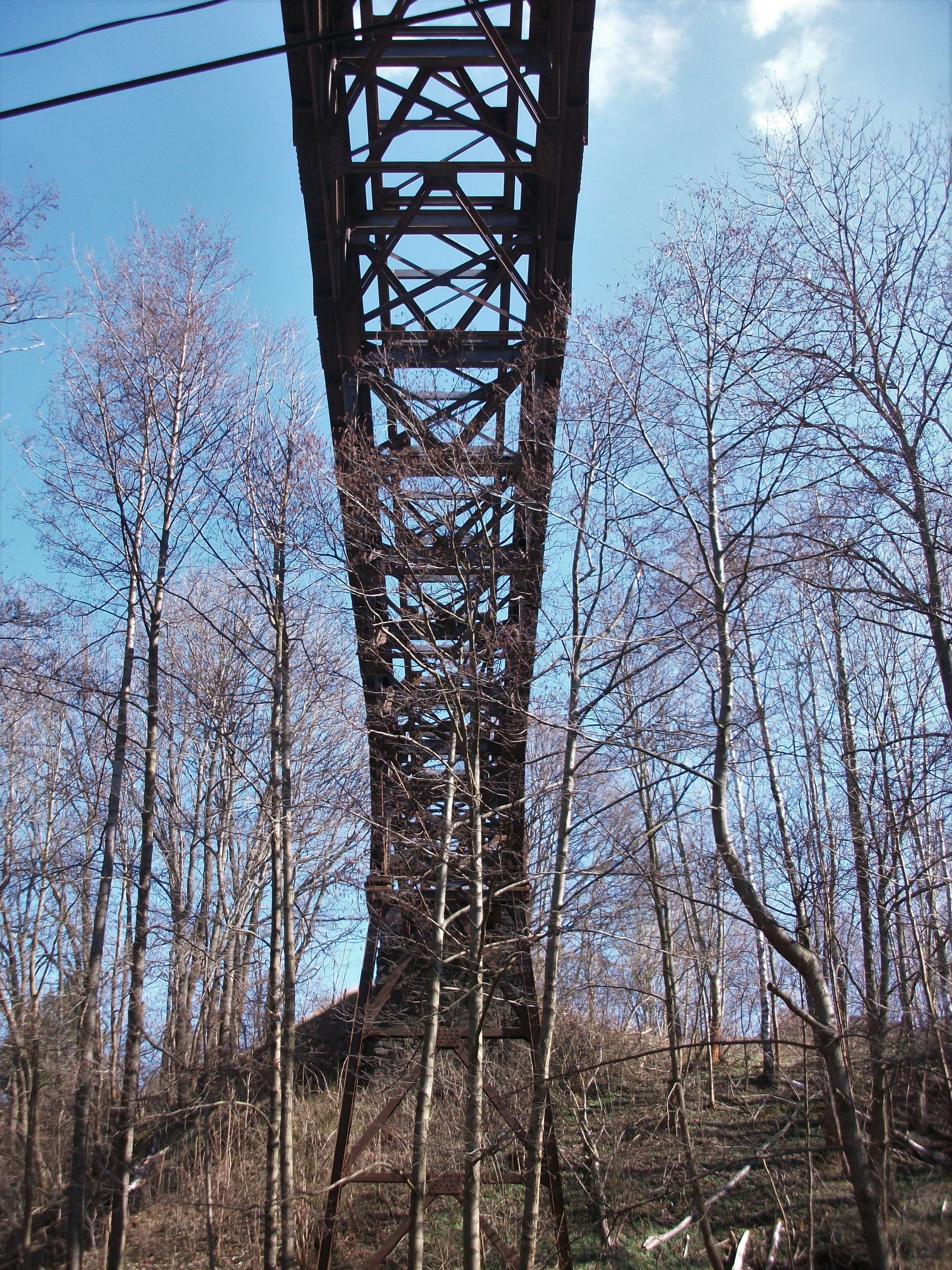
Viadukt Mittweida (2022)
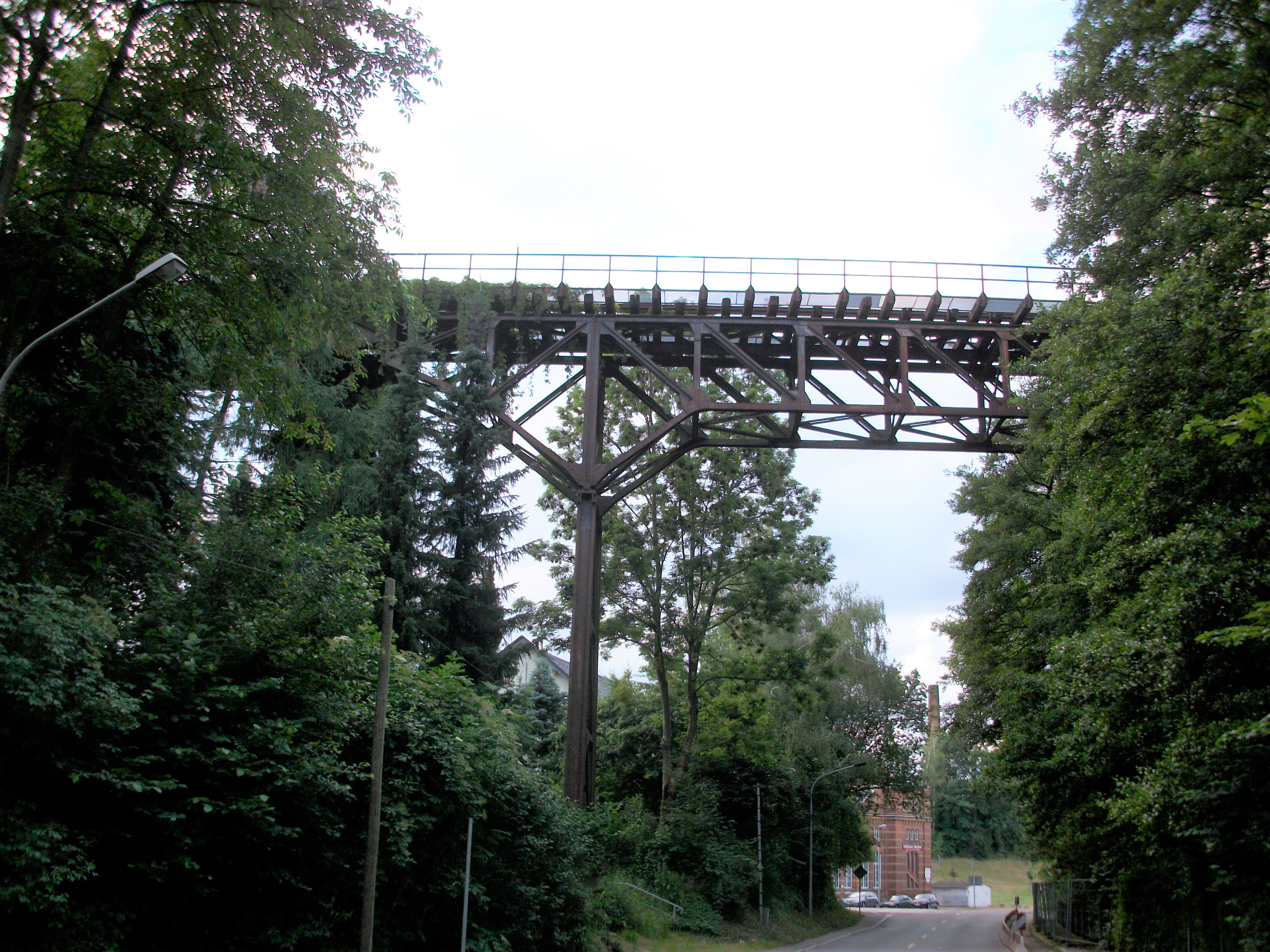
Viadukt Mittweida (2016)
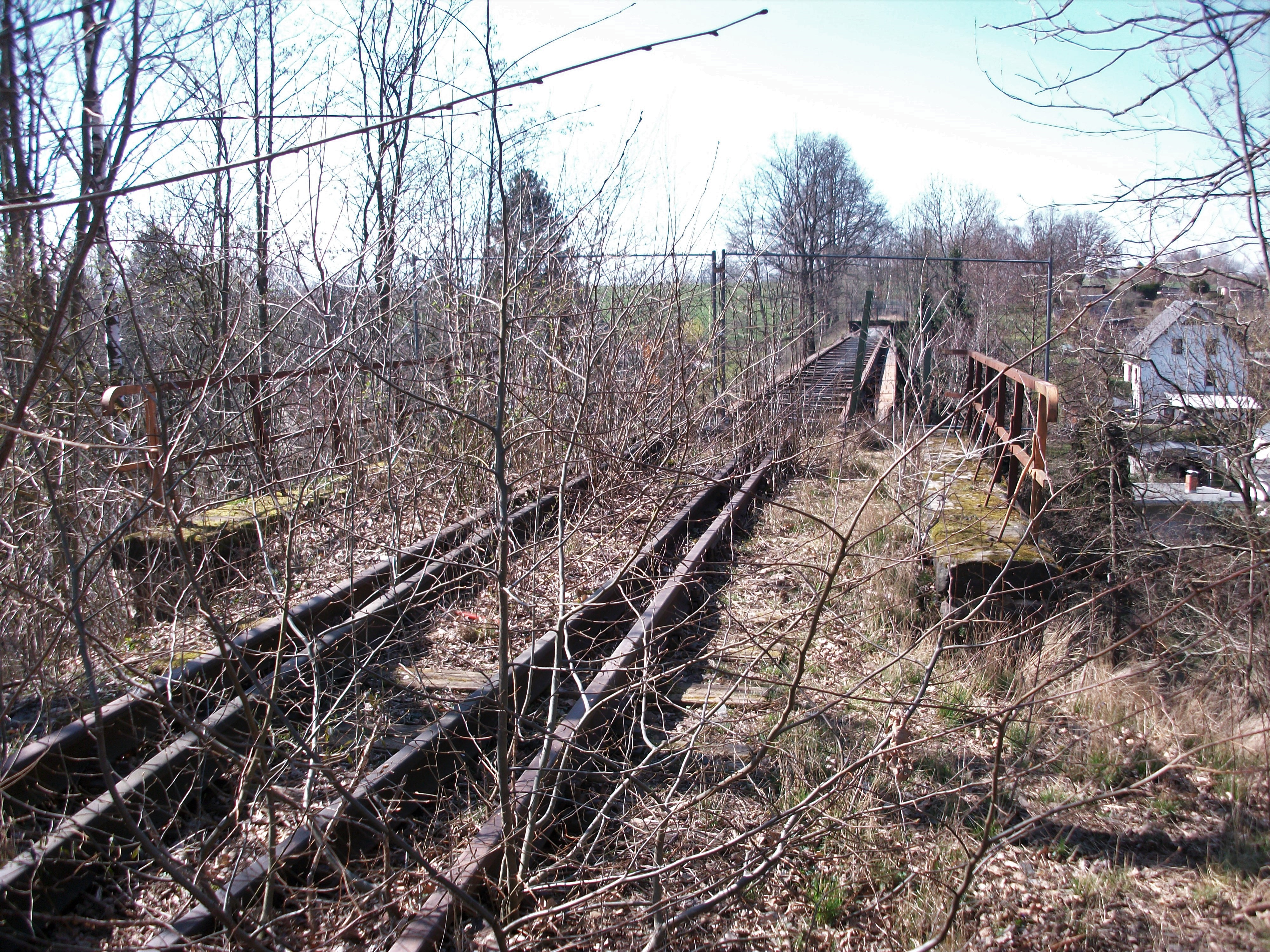
Viadukt Mittweida (2022)

Eisenbahnüberführung Hainichener Straße ⊙
Die Eisenbahnüberführung Hainichener Straße auf dem nördlichen Streckenast Richtung Ringethal befand sich direkt hinter der nordwestlichen Ausfahrt des Güterbahnhof Mittweida Industriebf. Am 7. Mai 1945 trafen sich hier die alliierten Streitkräfte der US-Army und der Roten Armee, woran eine Tafel am nördlichen Widerlager erinnert. Nach der Stilllegung des Abschnitts nach Ringethal im Jahr 1974 wurde die Brückenkonstruktion entfernt, sodass heute nur noch die beiden Widerlager an die Brücke erinnern. 

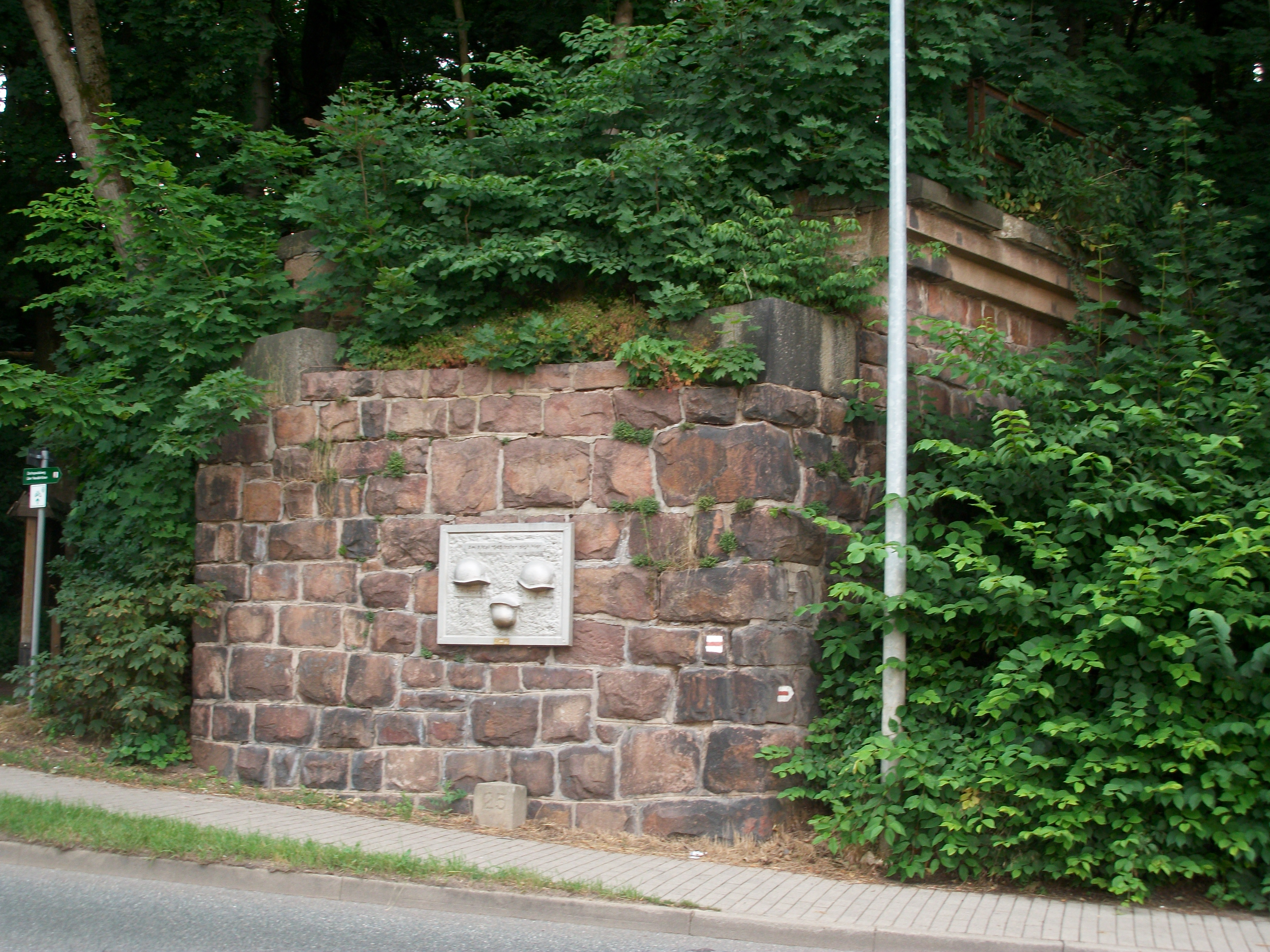
Eisenbahnüberführung Mittweida, Hainichener Straße, Widerlager
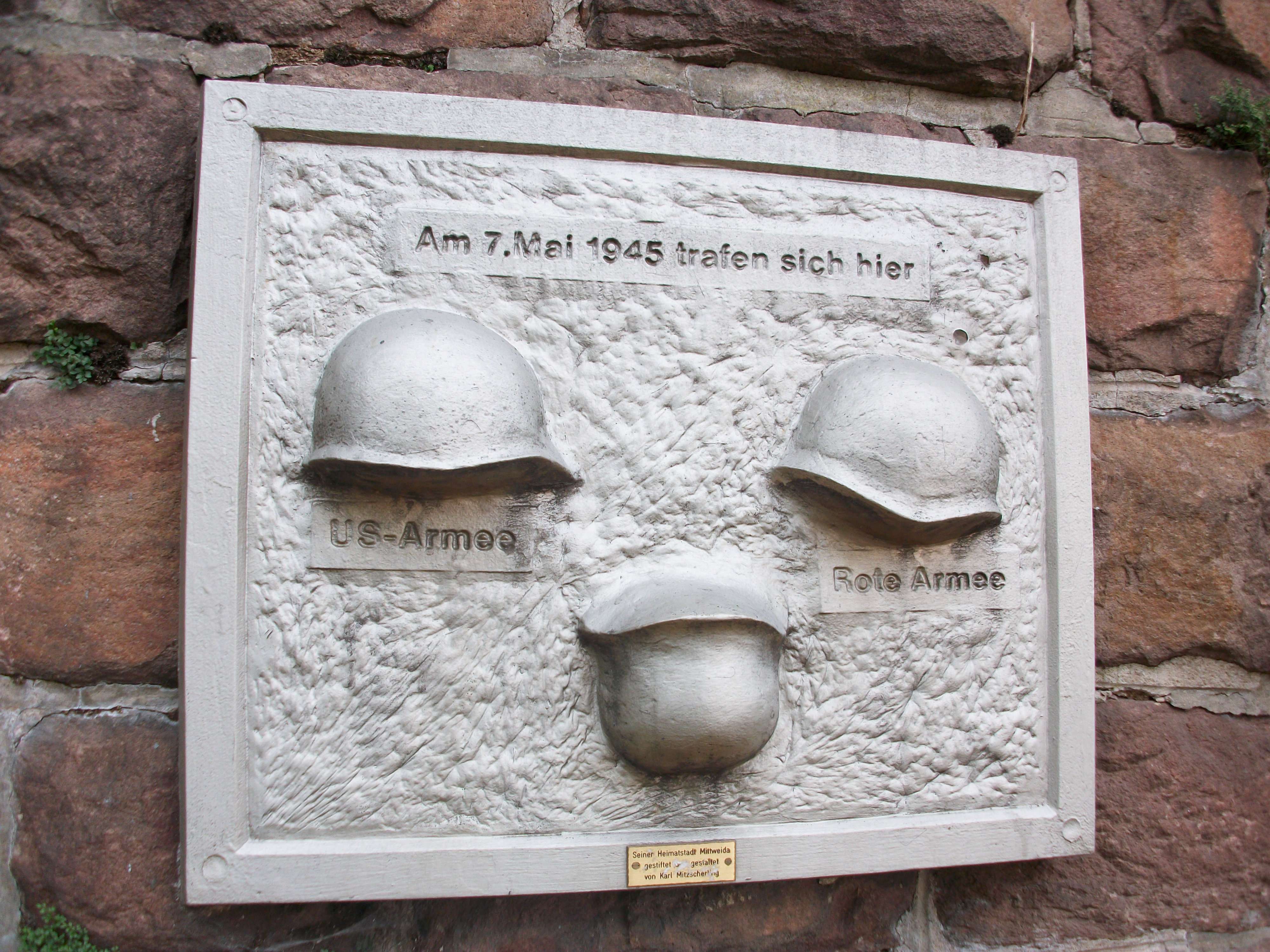
Eisenbahnüberführung Mittweida, Hainichener Straße, Infotafel am Widerlager

Viadukt Zschopautal ⊙

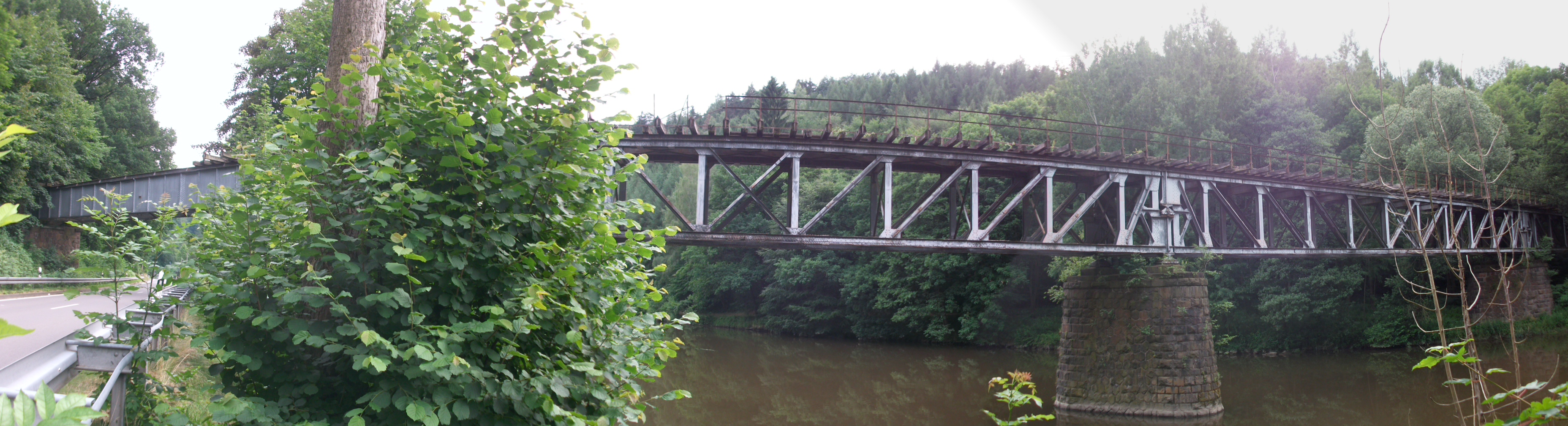
Viadukt Zschopautal, Panorama (2016)

Der Viadukt Zschopautal entstand in den Jahren 1905/06. Die Eisenbahnbrücke über die Zschopau und die Straße von Neudörfchen nach Dreiwerden ist eine Stahlfachwerkbrücke mit Vollwandträgersegment, welche bis in die Gegenwart erhalten geblieben ist. Die Brücke weist eine Länge von Länge 133,6 m, eine Höhe von 11,1 m und eine Breite von 3 m auf. Sie besteht aus drei Öffnungen über den Fluss bzw. das westliche Flussufer als Stahlfachwerkbrücke (genietete parallelgurtige Fachwerkkastenträger aus Stahl) sowie der Öffnung über die Straße als Vollwandträgerbrücke (ebenfalls genietet, parallelgurtig und aus Stahl). Die Gleise wurden nach Stilllegung der Bahnstrecke abgetragen.

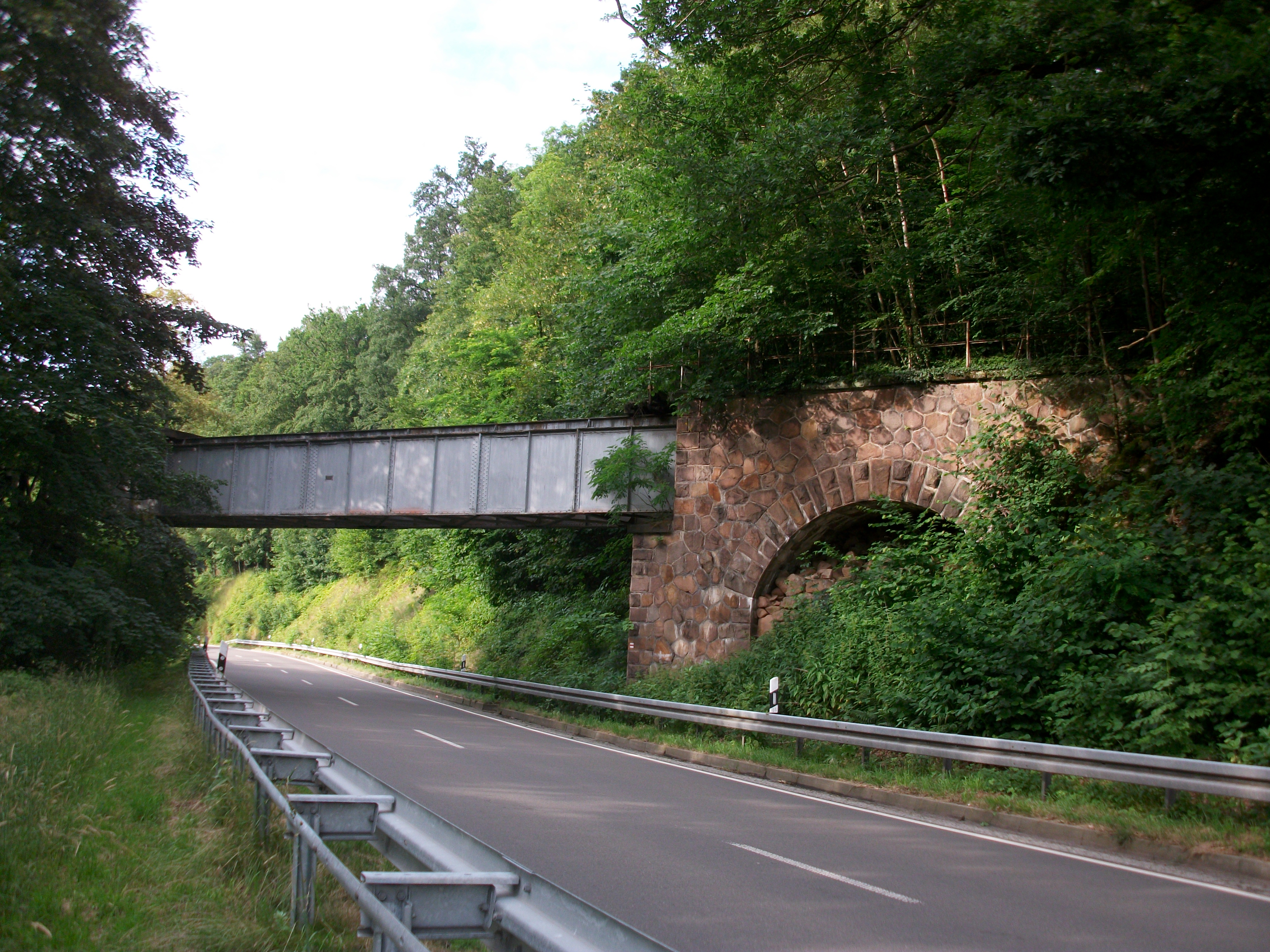
Viadukt Zschopautal, Straßenteil (2016)
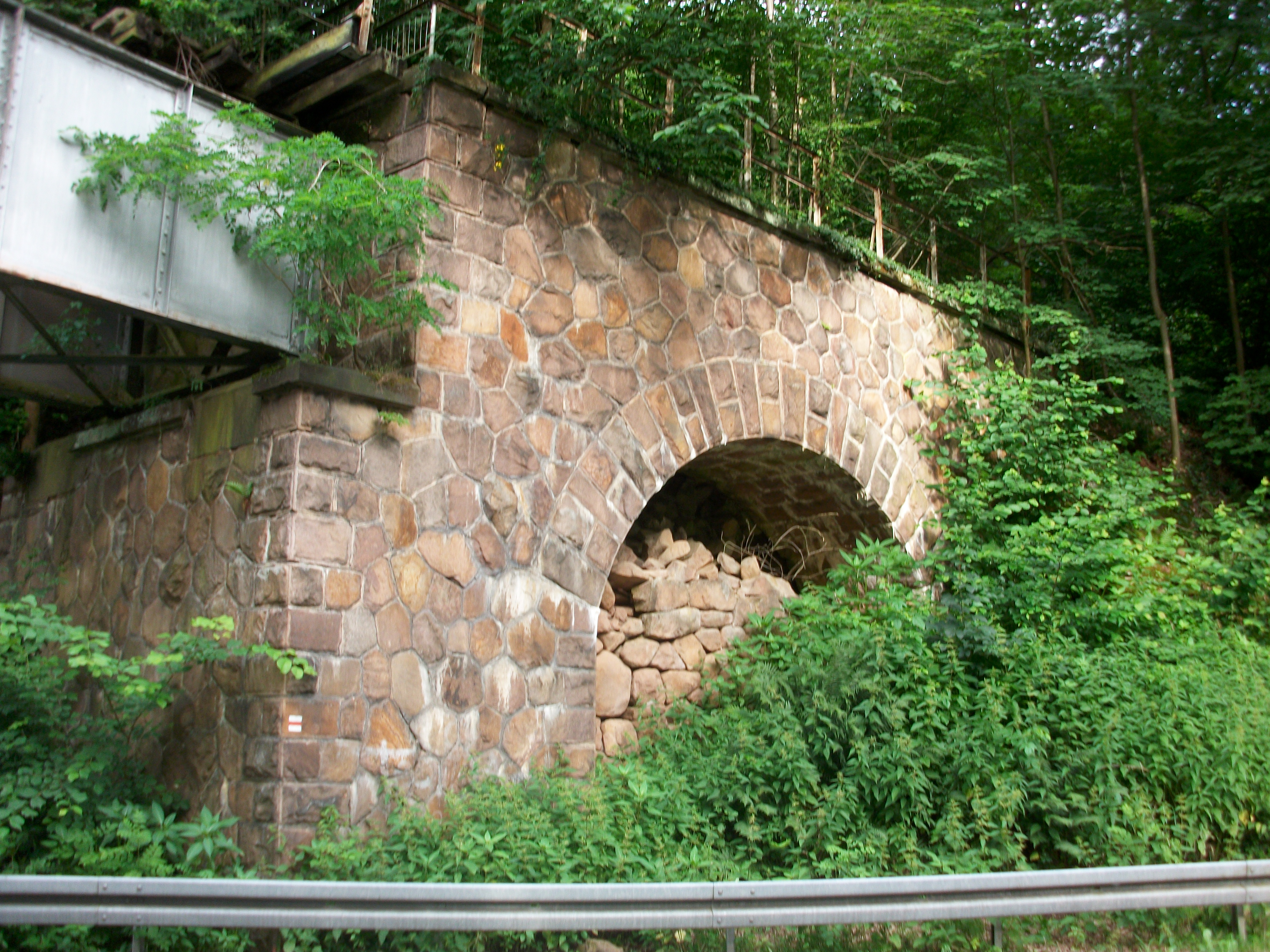
Viadukt Zschopautal, Widerlager des Straßenteils (2016)
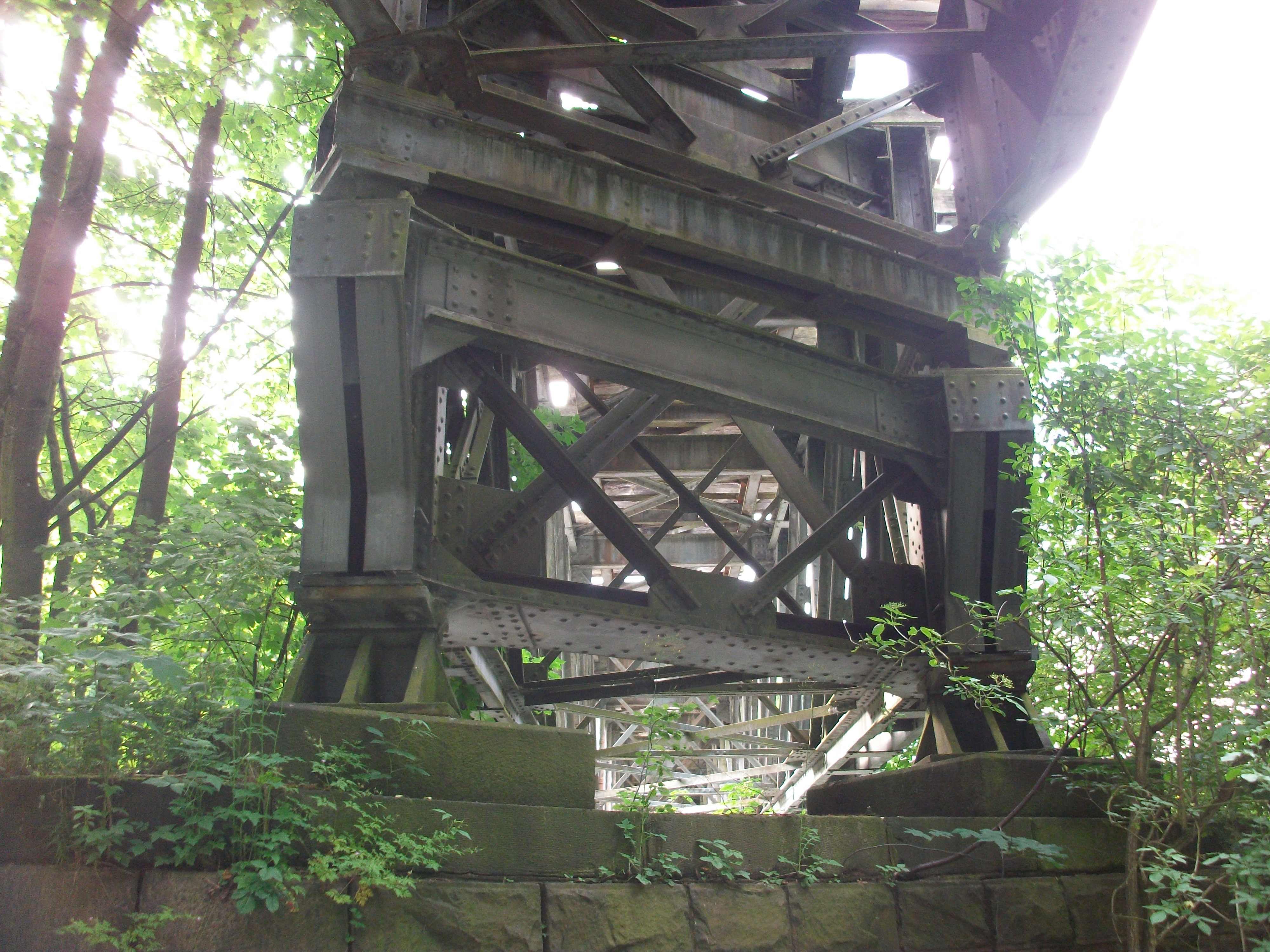
Viadukt Zschopautal, Stahlfachwerk (2016)
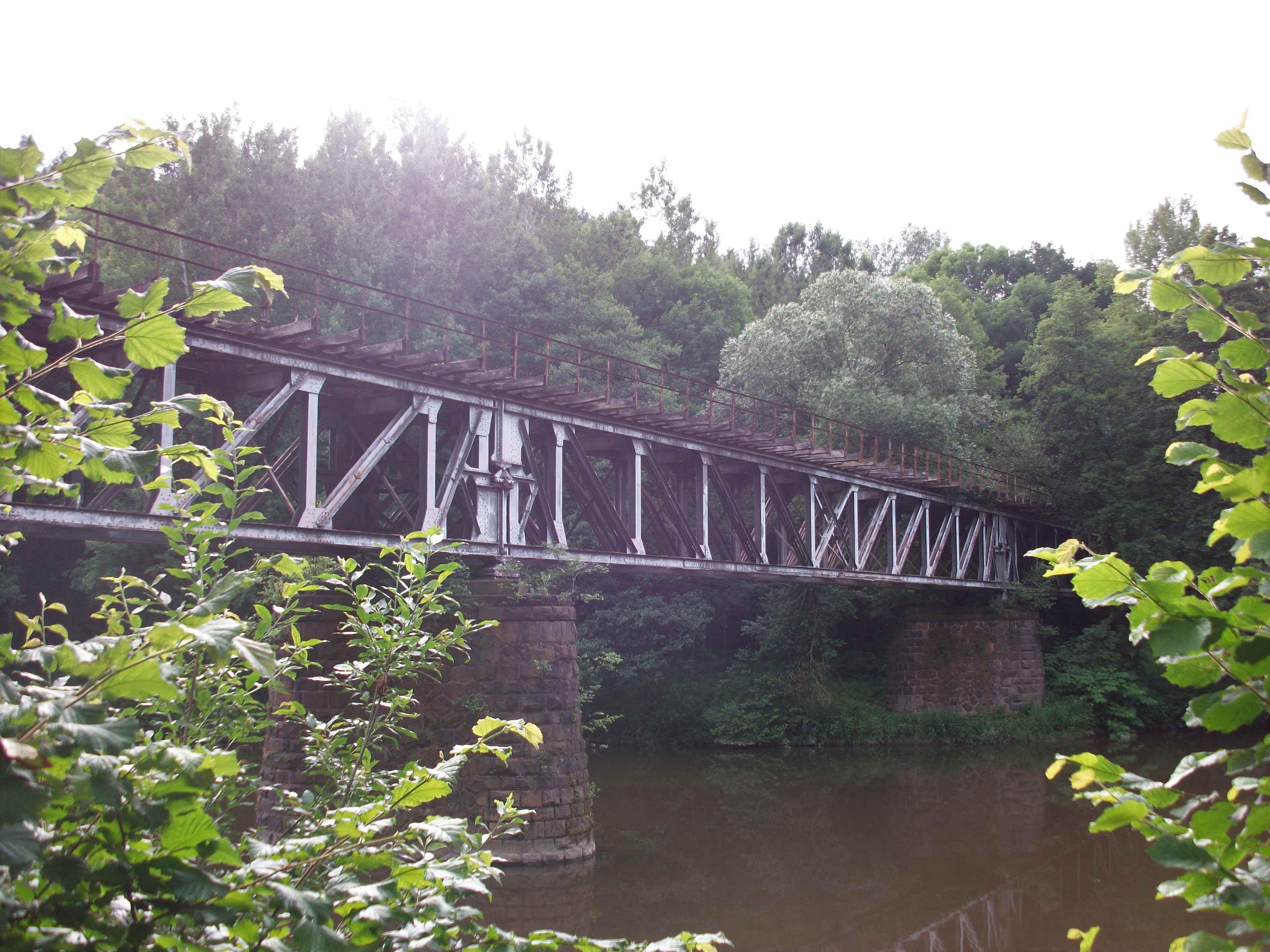
Viadukt Zschopautal, Flussteil (2016)
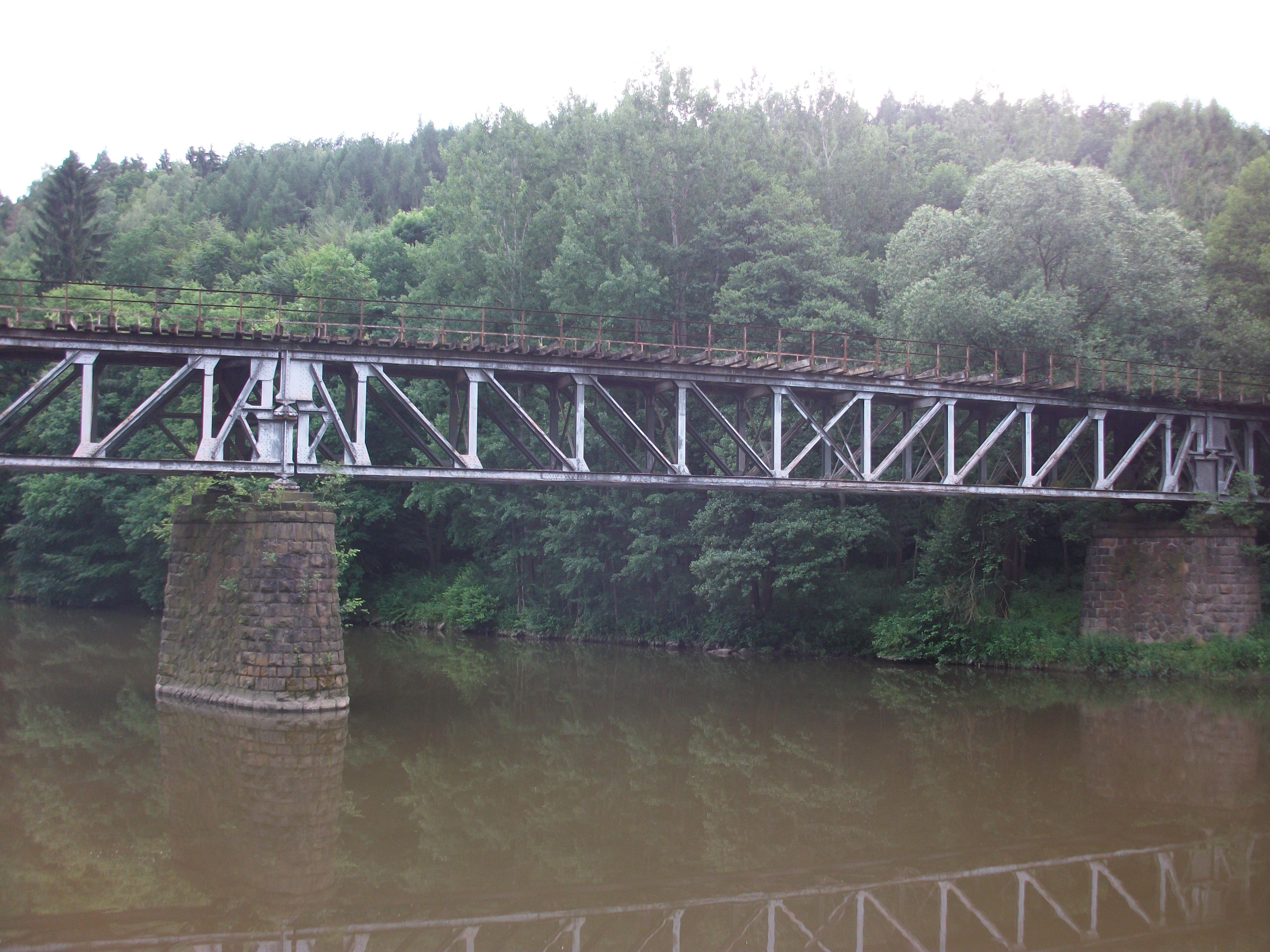
Viadukt Zschopautal, Flussteil (2016)

Zschopaubrücke Neudörfchen ⊙

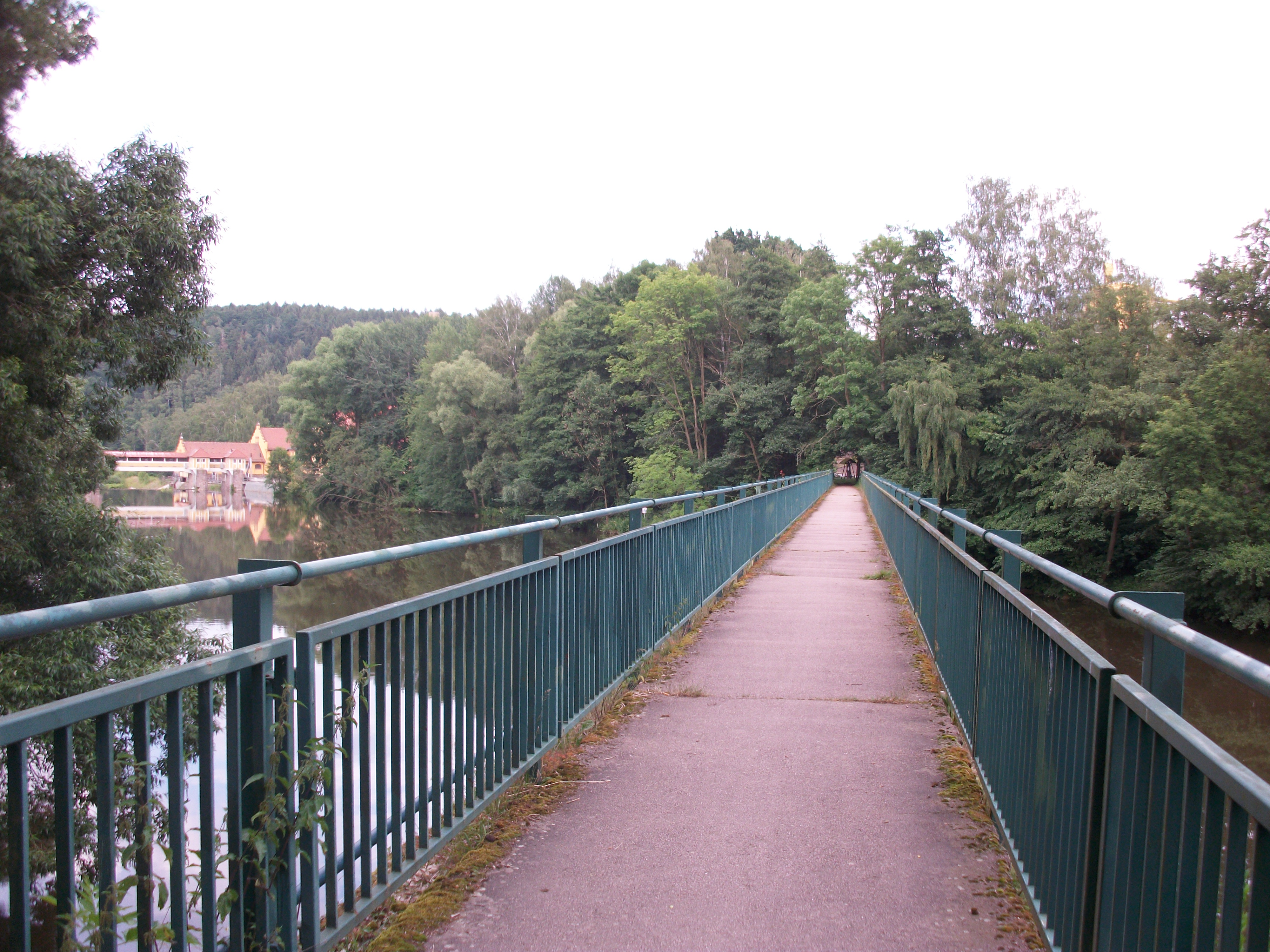
Zschopauviadukt beim Elektrizitätswerk in Neudörfchen (2016)

Die Zschopaubrücke auf dem nördlichen Streckenast Richtung Ringethal lag direkt vor dem Güterbahnhof Mittweida Kraftwerk, welcher gleich nach dem Passieren der Brücke erreicht wurde. Das 1908 errichtete Bauwerk in der Nähe des Elektrizitätswerks Mittweida in Neudörfchen ging mit der Eröffnung des Abschnitts nach Ringethal im Jahr 1909 in Betrieb. Es ist nicht zu verwechseln mit dem Zschopauviadukt auf dem südlichen Streckenast nach Dreiwerden. Nach der Einstellung des Schienenverkehrs nach Ringethal wurden im Jahr 1970 die Gleise auf der dreibogigen Betonbrücke mit Natursteinverkleidung entfernt. Heute befindet sich auf der Brücke ein Radweg.
Weitere Ingenieurbauten der Industriebahn Mittweida

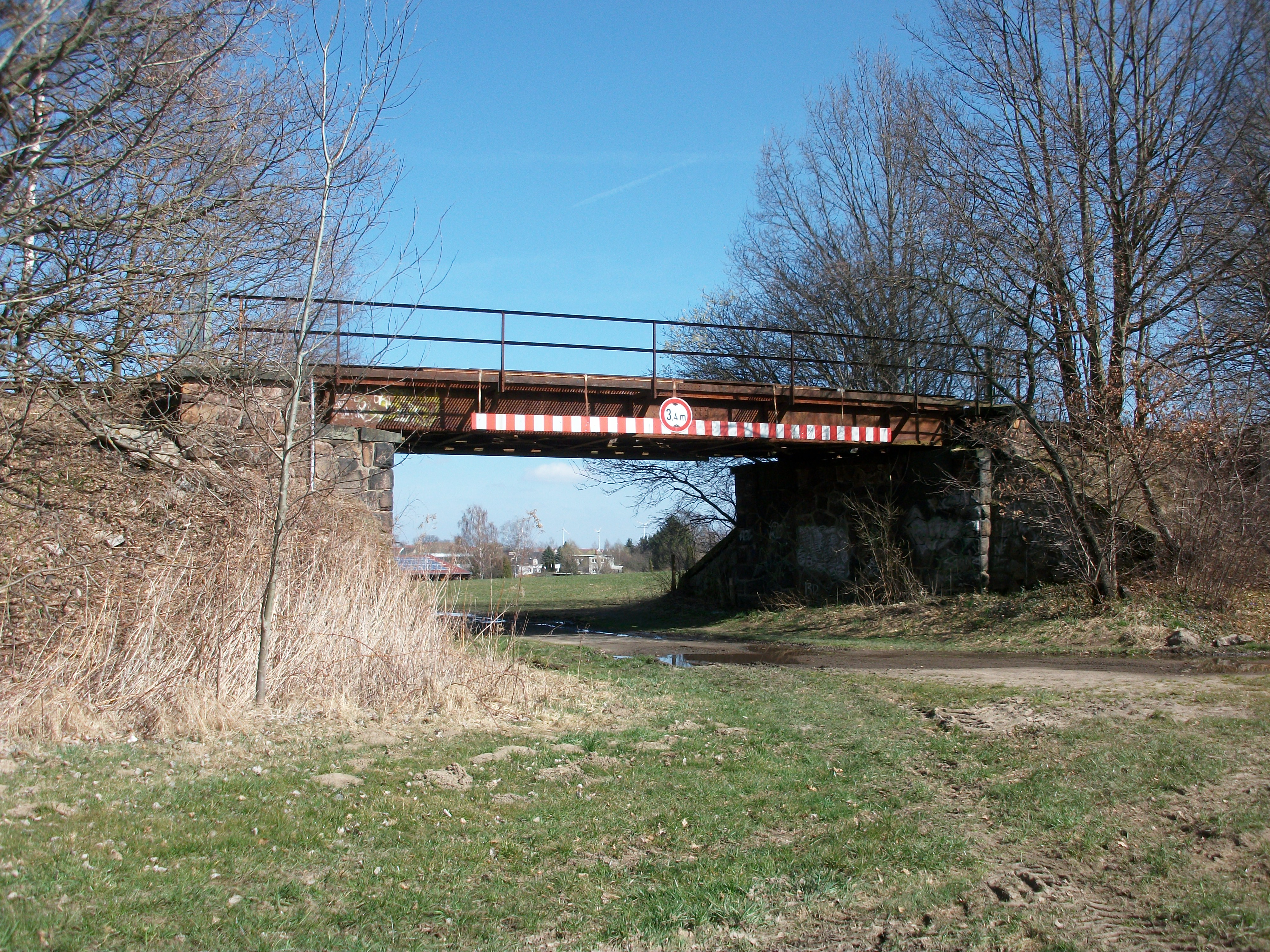
Eisenbahnüberführung Mittweida, Wirtschaftsweg km 0,323 (2022)
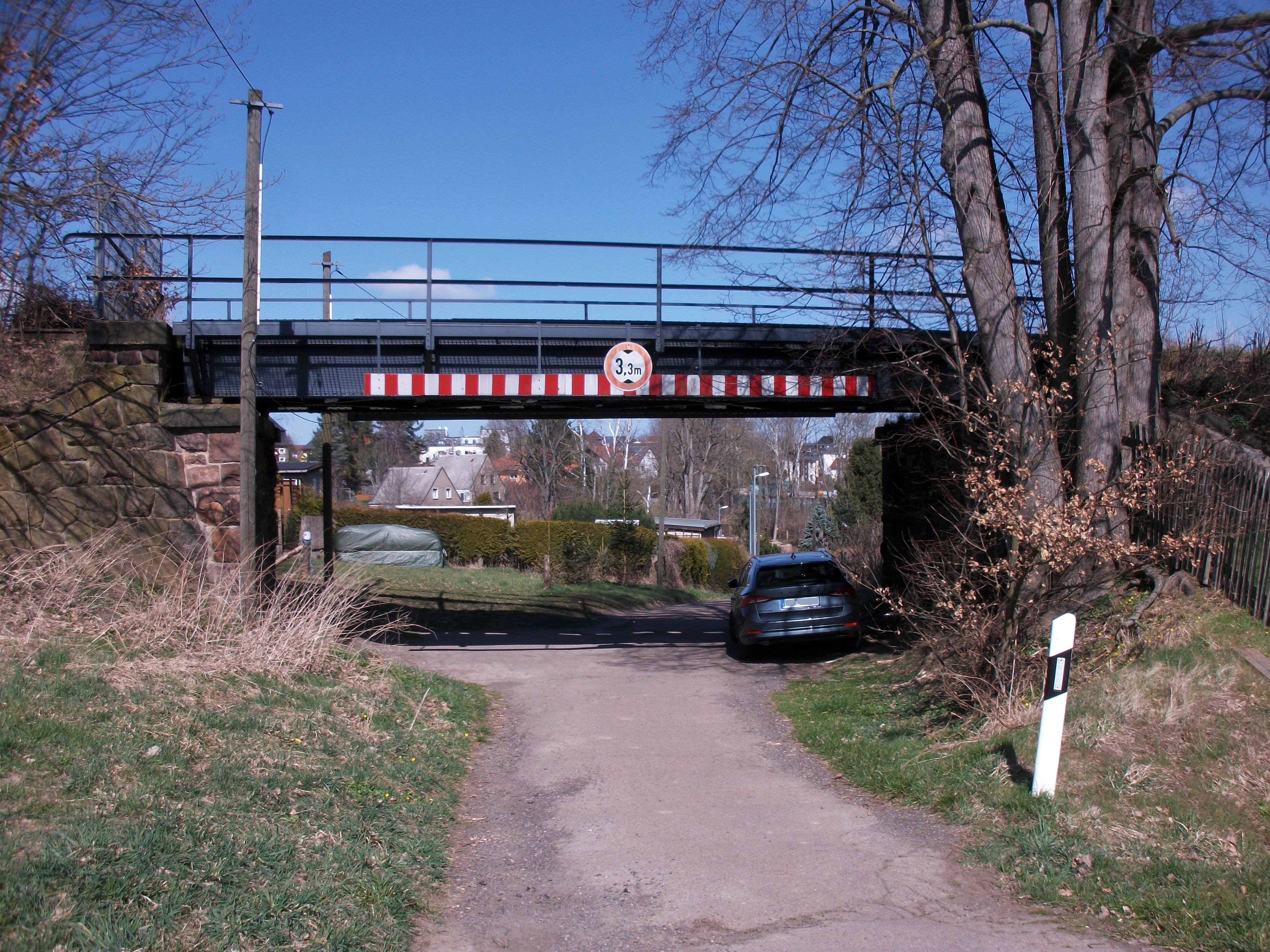
Eisenbahnüberführung Mittweida, Altmittweidaer Weg (2022)
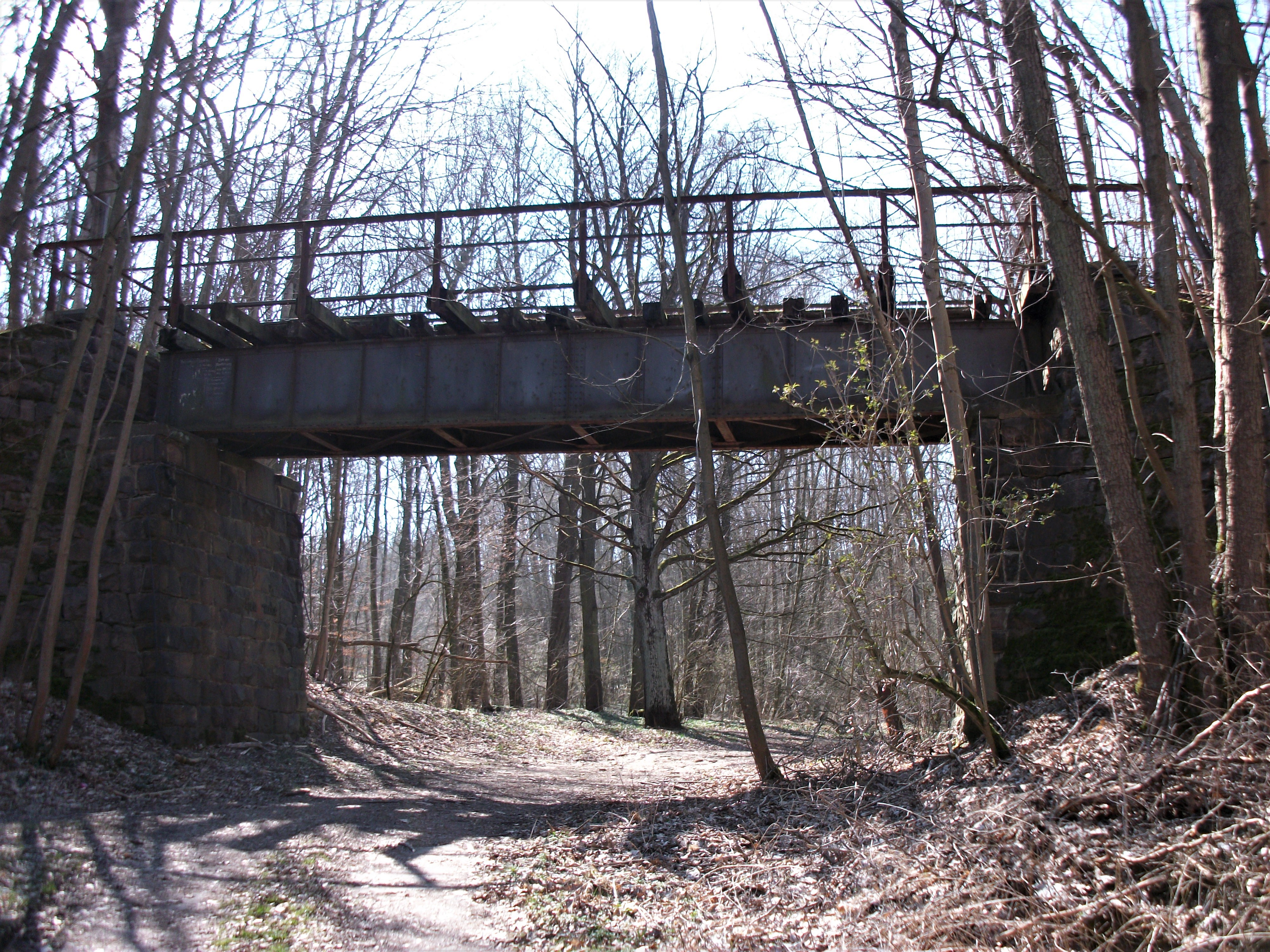
Eisenbahnüberführung Mittweida, Wirtschaftsweg km 3,364 (2022)
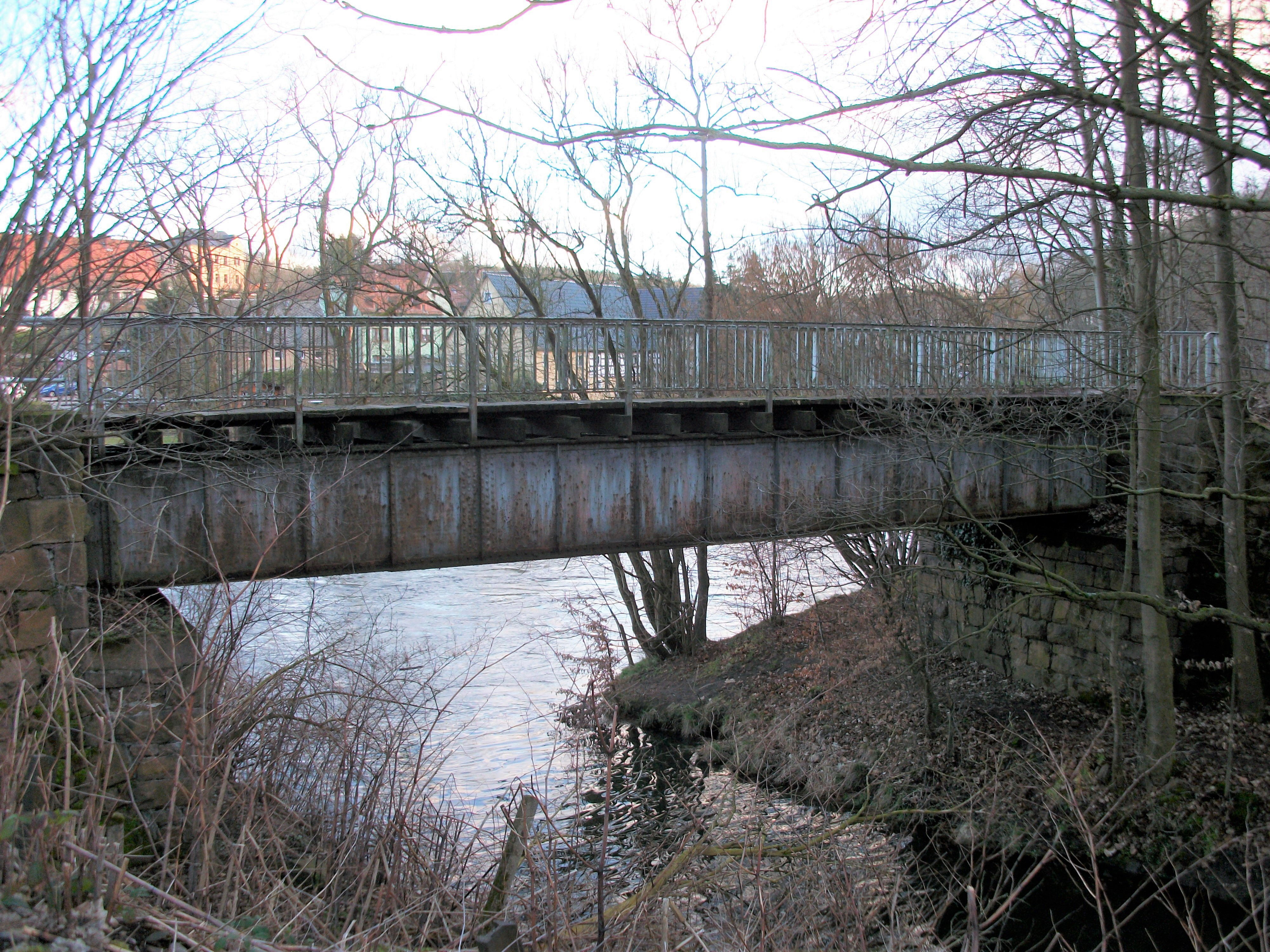
Viadukt Gottesaubach (2019)

### Relikte

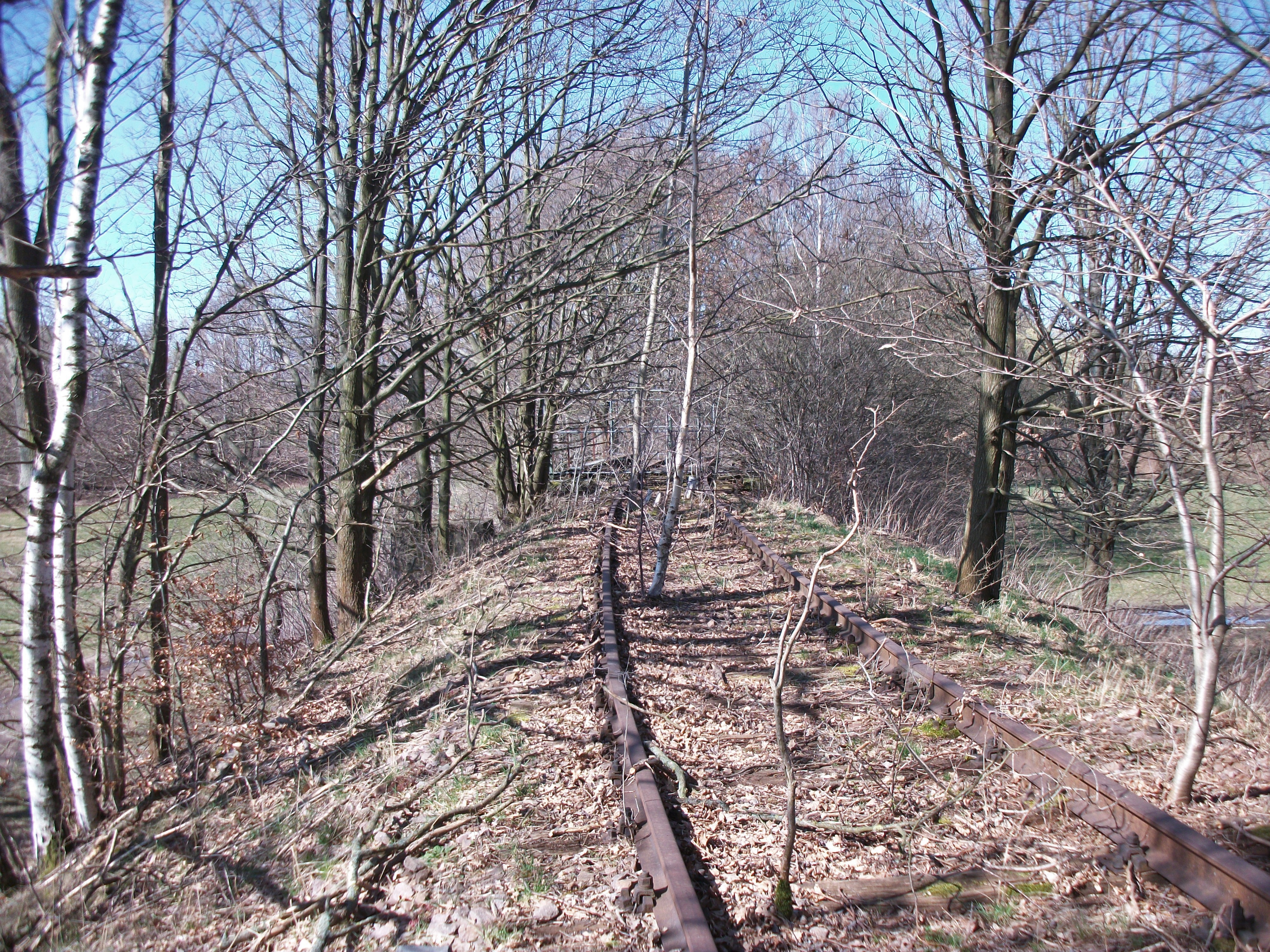
Trasse der Industriebahn Mittweida in der Nähe des Wasserturms Altmittweida (2022)
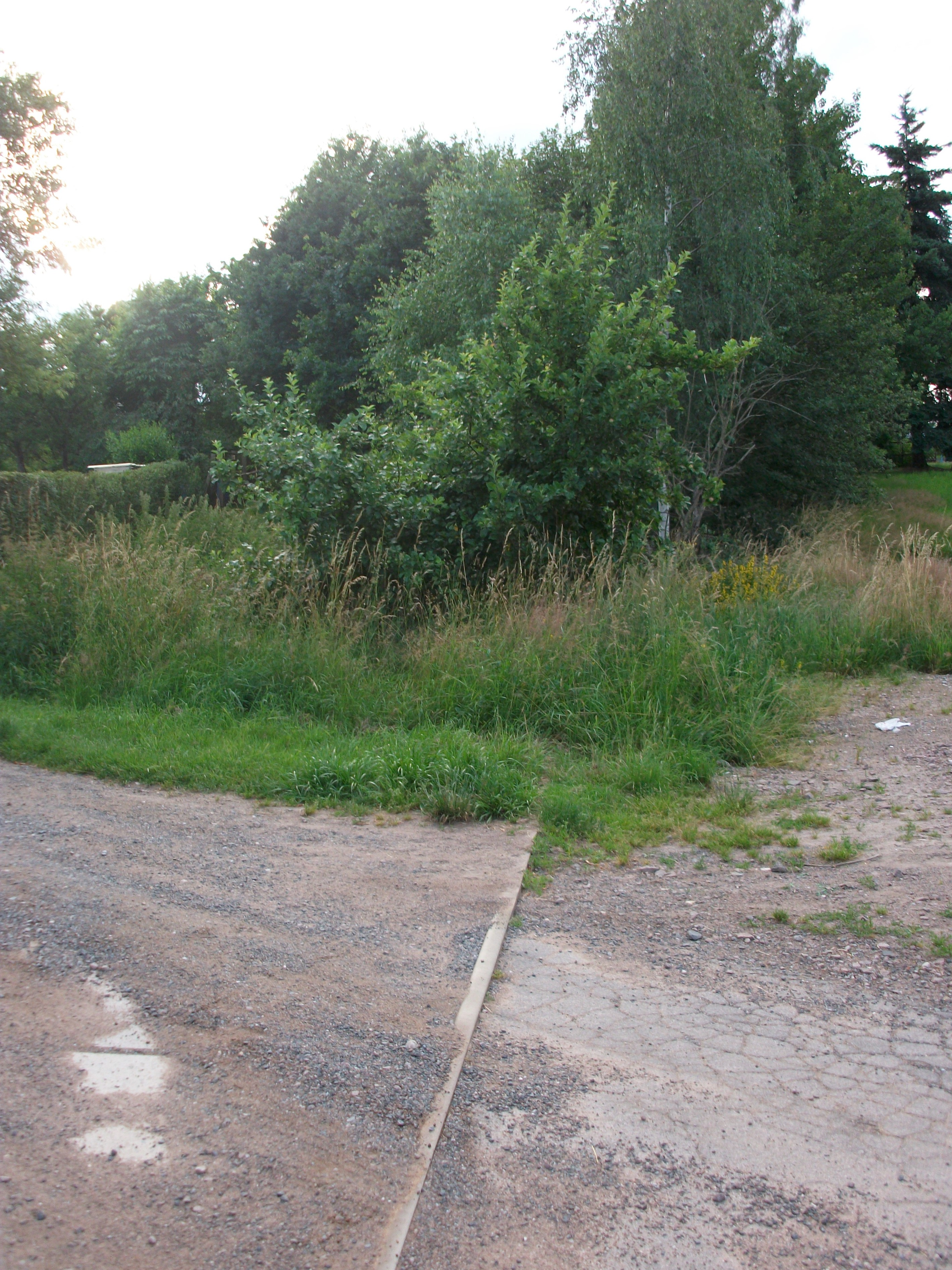
Gleisreste der Mittweidaer Industriebahn in der Nähe des Wasserturms Altmittweida (2016)
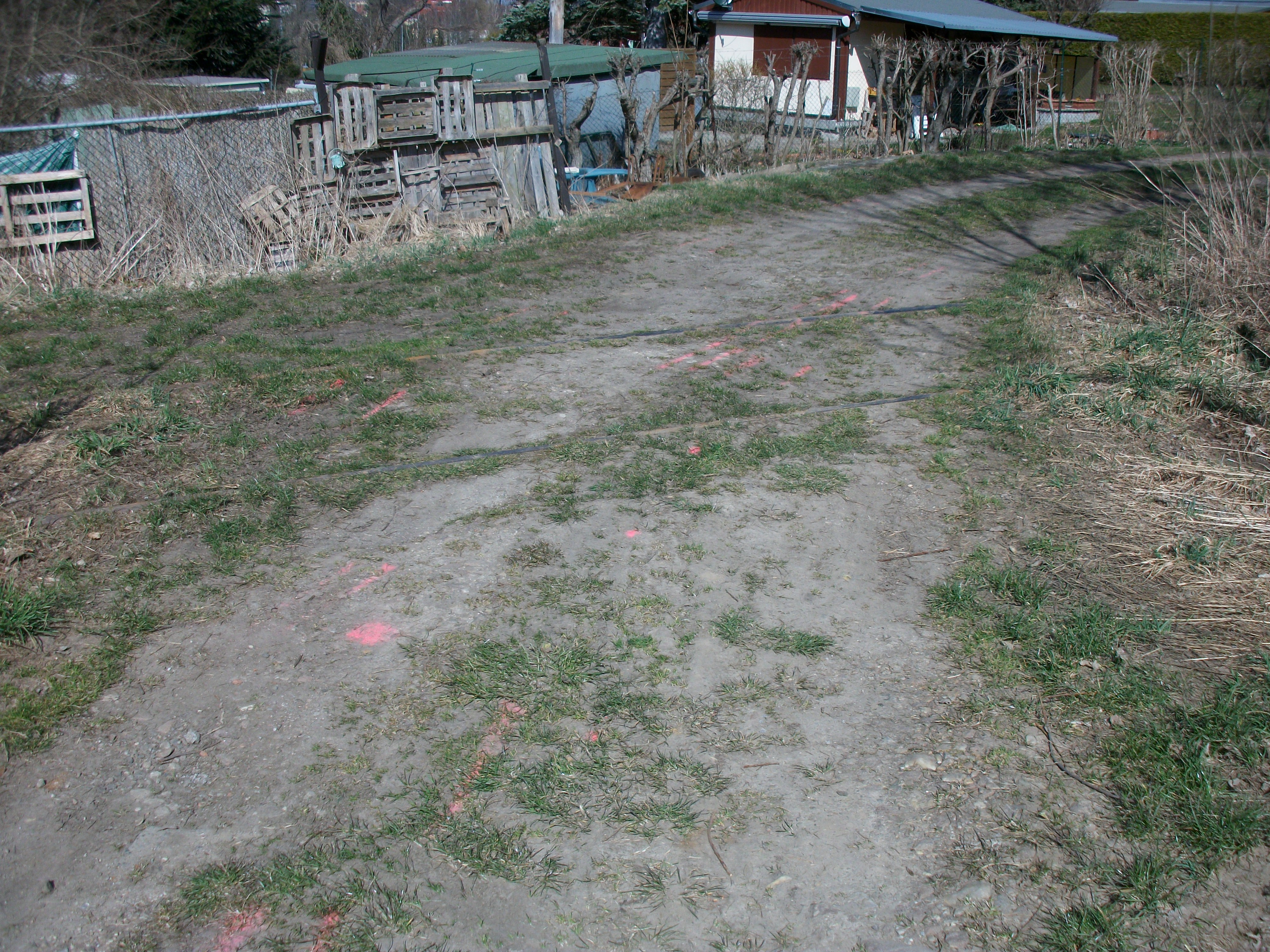
Bahnübergang beim Viadukt Mittweida (2022)
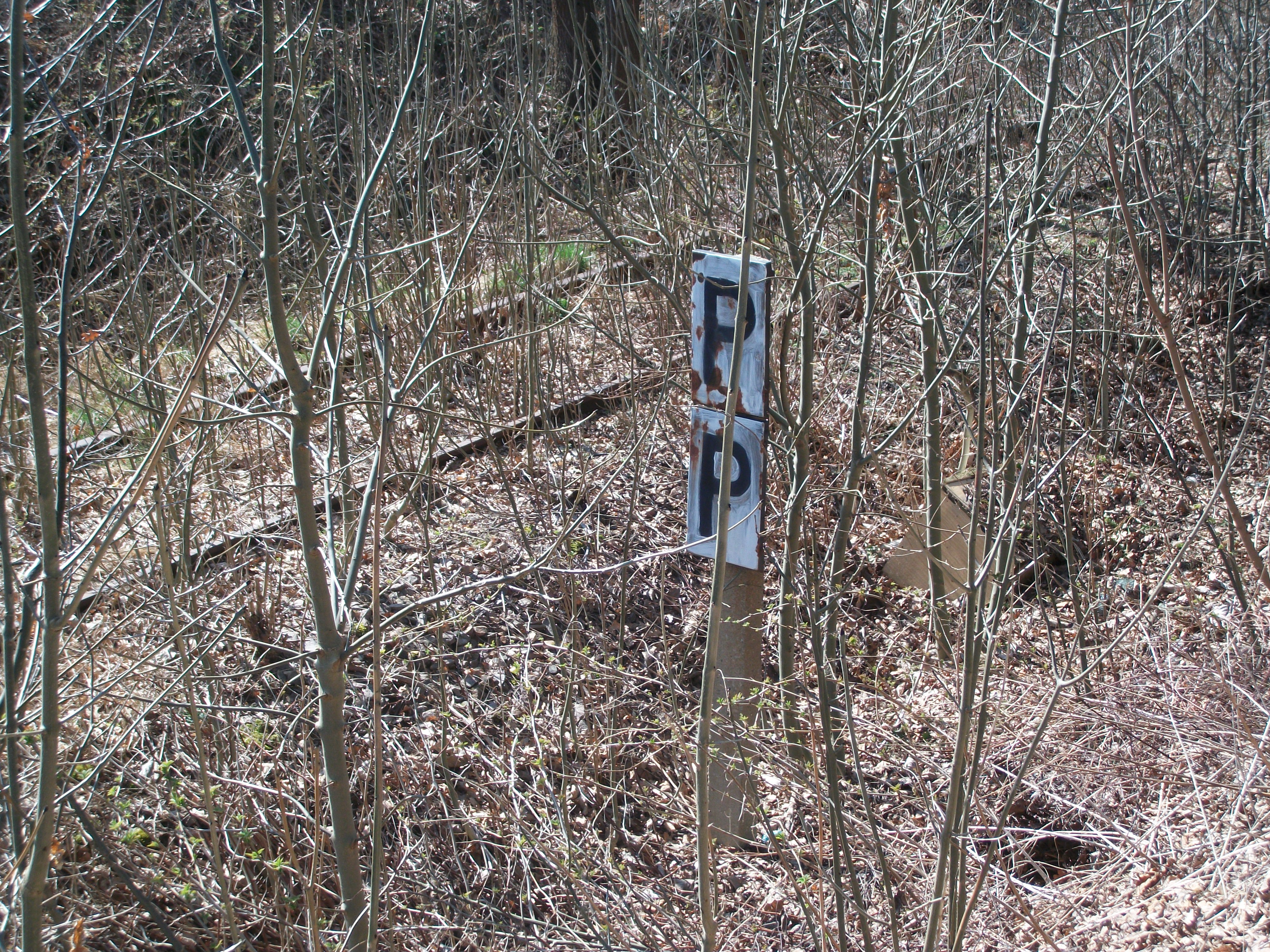
Pfeiftafel bei der Bergstraße (Mittweida) (2022)
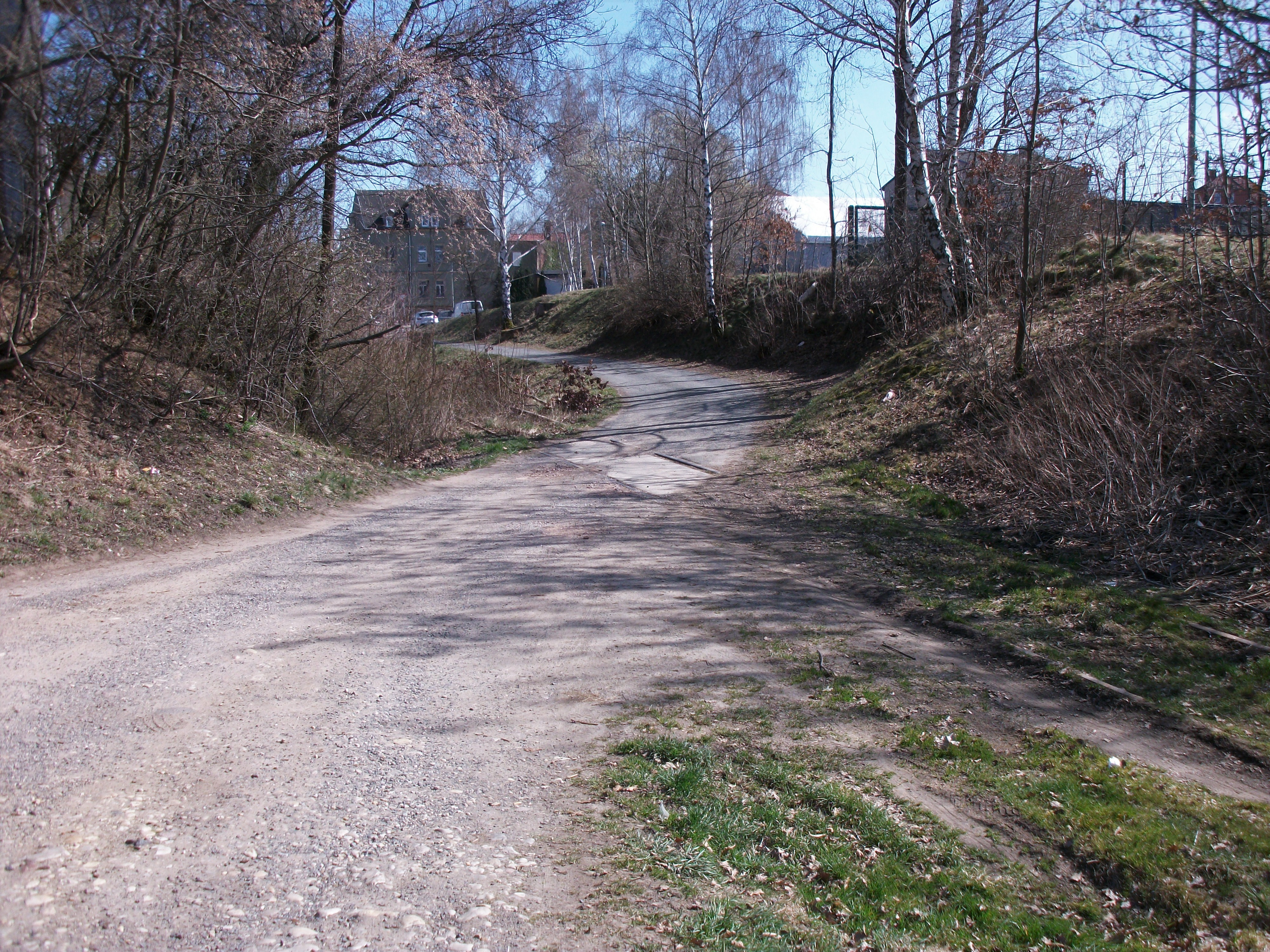
Bahnübergang Bergstraße (Mittweida), Gleisrest (2022)
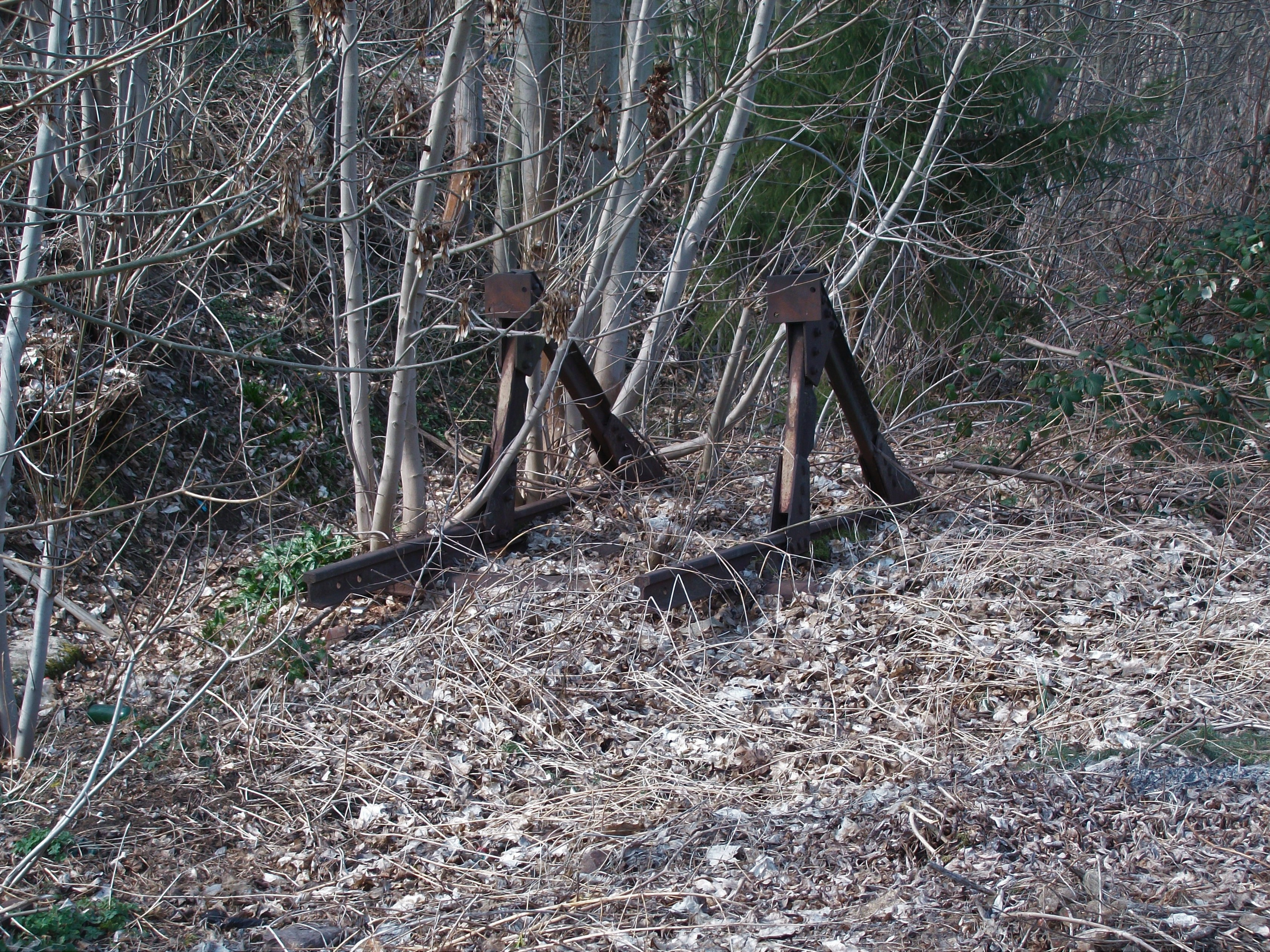
Prellbock der Industriebahn Mittweida beim Bahnübergang Am Hain (2022)
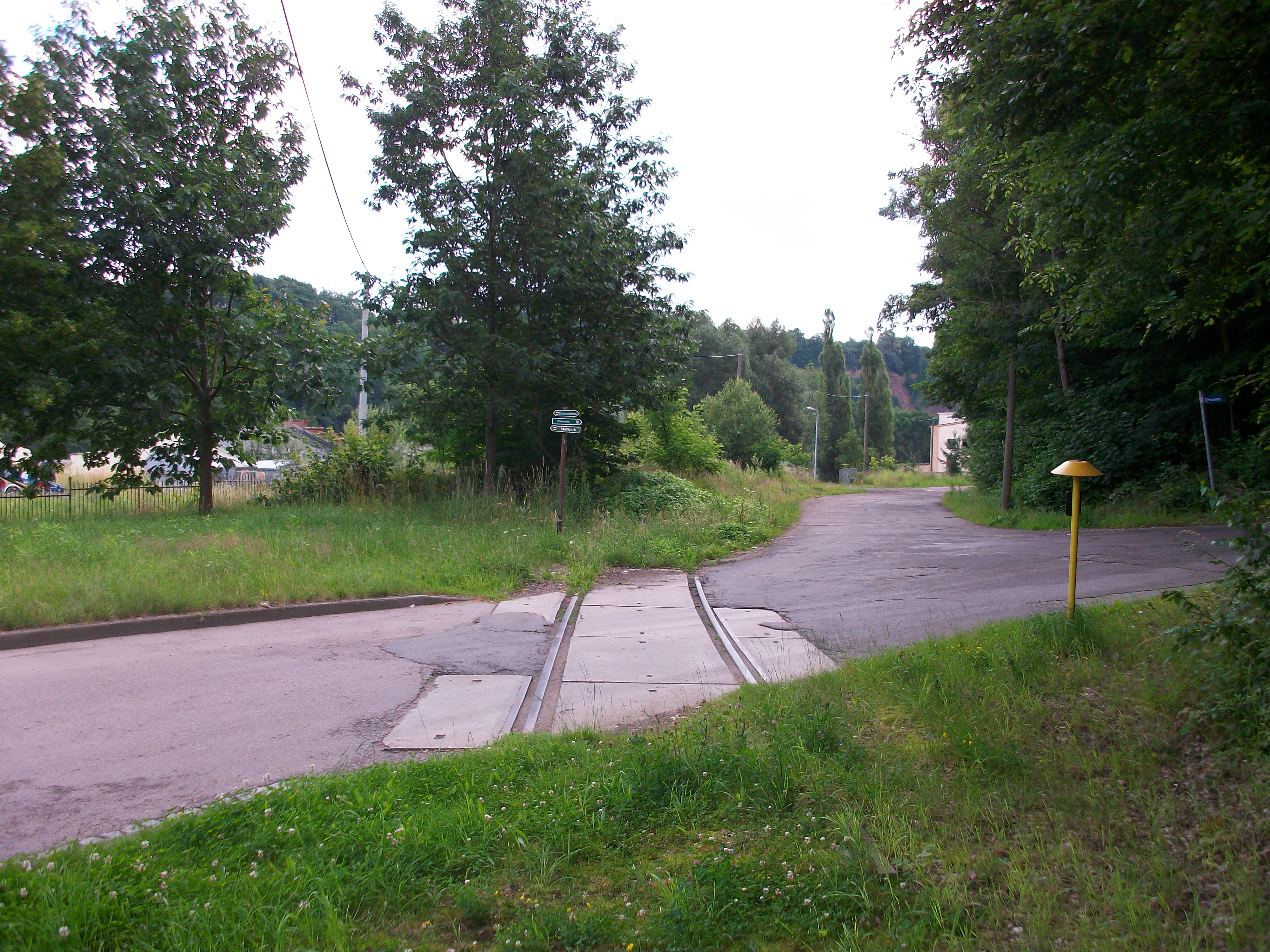
Gleisreste beim ehemaligen Industriebahnhof Mittweida (2016)